# Kirchenbezirk Balingen
Der Evangelische Kirchenbezirk Balingen ist einer von 43 Kirchenbezirken bzw. Kirchenkreisen der Evangelischen Landeskirche in Württemberg. Sein Gebiet ist deckungsgleich mit dem Dekanat Balingen.

## Geographie
Der Kirchenbezirk Balingen liegt im Süden der württembergischen Landeskirche. Sein Gebiet umfasst fast den gesamten Zollernalbkreis, also die Städte und Gemeinden Albstadt, Balingen, Bisingen, Bitz, Burladingen, Dautmergen, Dormettingen, Dotternhausen, Geislingen (Zollernalbkreis), Grosselfingen, Haigerloch, Hausen am Tann, Hechingen, Jungingen, Meßstetten, Nusplingen, Obernheim, Ratshausen, Rangendingen, Rosenfeld (nur Stadtteile Isingen und Täbingen), Schömberg, Straßberg, Weilen unter den Rinnen, Winterlingen und Zimmern unter der Burg, ferner den Westen des Landkreises Sigmaringen, also die Städte und Gemeinden Bingen (ohne Ortsteil Hochberg), Inzigkofen (ohne Ortsteil Engelswies), Krauchenwies (ohne Ortsteil Göggingen), Meßkirch (nur Stadtteile Dietershofen, Rengetsweiler und Ringgenbach), Pfullendorf (nur Stadtteile Gaisweiler, Mottschieß und Otterswang), Sigmaringen (ohne Stadtteil Gutenstein), Sigmaringendorf und Wald (ohne Ortsteil Sentenhart) und die Gemeinde Hohenfels im Landkreis Konstanz.

### Nachbarkirchenbezirke
Der Kirchenbezirk Balingen grenzt an folgende Kirchenbezirke (im Uhrzeigersinn beginnend im Südwesten): Rottweil, Tübingen und Reutlingen (alle Prälatur Reutlingen) sowie Biberach (Prälatur Ulm). Im Süden hat er eine Grenze zur Evangelischen Landeskirche in Baden.

## Geschichte
Das Gebiet des heutigen Dekanats bzw. Kirchenbezirks Balingen gehört im Nordosten zum alten Kernland Württemberg, wo ab 1534 die Reformation eingeführt wurde. Dieses Gebiet ist daher mehrheitlich evangelisch geprägt und es gibt in fast jedem Dorf eine meist alte evangelische Kirche. Der Nordwesten und der Süden des Kirchenbezirks Balingen gehörte ehemals zu den Fürstentümern Hohenzollern-Hechingen und Hohenzollern-Sigmaringen, die 1850 preußisch wurden und dann die Hohenzollerischen Lande bildeten. Dieses Gebiet war nach der Reformation katholisch geblieben. Hier zogen überwiegend erst seit dem 19. Jahrhundert evangelische Bewohner zu und es wurden evangelische Kirchengemeinden gegründet.
Balingen wurde nach Einführung der Reformation 1547 Sitz einer Spezialsuperintendentur, die zunächst zur Generalsuperintendentur bzw. zum Generalat Tübingen, später Bebenhausen gehörte. 1810 kam das Dekanat Balingen zum Generalat Tübingen, 1823 zum Generalat Reutlingen, und 1913 zum Generalat Ulm, aus dem 1924 die heutige Prälatur Ulm hervorging. Seit 1956 gehört das Dekanat Balingen wieder zur Prälatur Reutlingen.
Am 1. April 1950 wechselten die ehemals preußischen Kirchengemeinden Haigerloch, Hechingen und Sigmaringen, die bis dahin zum Kirchenkreis der Hohenzollerischen Lande in der Evangelischen Kirche der Altpreußischen Union (EKapU) gehört hatten, aufgrund eines Vertrages zwischen der EKapU und der Evangelischen Landeskirche in Württemberg in die württembergische Landeskirche über und wurden hier dem Kirchenbezirk Balingen zugeordnet. Später wurden in diesem Gebiet weitere Kirchengemeinden in Bisingen, Ostrach und Rangendingen errichtet.
Zum 1. Januar 2002 wurde die Kirchengemeinde Burladingen vom Kirchenbezirk Reutlingen in den Kirchenbezirk Balingen umgegliedert. In den evangelischen Gemeinden in Hohenzollern hat die altpreußische Gottesdienstform auf Wunsch der Gemeinden auch weiterhin Bestand.
2023 wechselte die Kirchengemeinde Ostrach vom Kirchenbezirk Balingen zum Kirchenbezirk Biberach. Die Kirchengemeinde Isingen wechselte in den Kirchenbezirk Sulz am Neckar.

## Leitung des Kirchenbezirks
Die Leitung des Kirchenbezirks obliegt der Bezirkssynode, dem Kirchenbezirksausschuss (KBA) und dem Dekan. Derzeitiger Dekan ist seit 2013 Beatus Widmann, der zugleich einer der Pfarrer an der Stadtkirche in Balingen ist.

### Dekane des Kirchenbezirks Balingen seit 1800
- 1800–1807 Eberhard Friedrich Cless
- 1807–1824 Johann Jakob Baur
- 1824–1831 Georg Friedrich Simeon Gundert
- 1831–1837 Gottlieb Friedrich Rapp
- 1838–1855 Christoph Friedrich Fraas
- 1855–1860 August Wilhelm Georgii
- 1861–1867 Wilhelm August Heinrich Klemm
- 1867–1873 Karl Ludwig Heinrich Haug (1818–1880)
- 1873–1880 Karl Hermann Cranz (1824–1895)
- 1880–1887 Karl Sixt Kapff (1833–1901)
- 1887–1893 Karl Heinrich Adolf Hoffman (1844–1912)
- 1893–1897 Eugen Julius Kern
- 1897–1906 Reinhold Wiedersheim (1857–1909)
- 1906–1927 Heinrich Meissner
- 1927–1946 Karl Pfleiderer
- 1946–1962 Karl Baur (1898–1962)
- 1963–1978 Johannes Nill (* 1915)
- 1978–1986 Hans Kümmel (1936–2014)[3]
- 1986–1993 Albrecht Plag (1929–2017)[4]
- 1994–2003 Gotthilf Karl Baumann (1937–2025)[5]
- 2003–2012 Martin Seitz (* 1952)
- 2013–2023 Beatus Widmann (* 1957)[6]
- seit 2023 Michael Schneider

## Kirchengemeinden
Im Kirchenbezirk Balingen gibt es insgesamt 28 Kirchengemeinden, von denen sich zehn zu insgesamt vier Gesamtkirchengemeinden zusammengeschlossen haben, bleiben aber weiterhin eigenständige Körperschaften des öffentlichen Rechts. Die jeweils in Klammern hinter dem Namen der Kirchengemeinde angegebenen Gemeindegliederzahlen beziehen sich auf das Jahr 2005 und sind gerundet.
Das Gebiet des Kirchenbezirks Balingen ist im Nordosten überwiegend evangelisch, im Westen und Süden jedoch überwiegend katholisch geprägt. Alte evangelische Kirchen bzw. Kirchengemeinden gibt es daher nur in den Orten, die schon früh die Reformation eingeführt haben, also überwiegend im altwürttembergischen Teil. In den mehrheitlich katholischen Orten der Fürstentümer Hechingen und Sigmaringen, die im 19. Jahrhundert preußisch wurden (Hohenzollernsche Lande), zogen evangelische Bewohner erst seit dem 19. Jahrhundert bzw. nach dem Zweiten Weltkrieg zu, so dass es dort meist jüngere evangelische Kirchengemeinden gibt.

### Gesamtkirchengemeinde Balingen
Die Gesamtkirchengemeinde Balingen umfasst die Kernstadt von Balingen. Sie wurde mit Wirkung vom 5. Dezember 1971 gebildet, als die bis dahin alleinige Kirchengemeinde Balingen in die beiden Kirchengemeinden „Stadtkirchengemeinde Balingen“ und „Kirchengemeinde auf Schmiden Balingen“ aufgeteilt und diese wiederum in der Gesamtkirchengemeinde Balingen zusammengeschlossen wurden. Das Kultusministerium hatte mit Schreiben vom 25. Oktober 1971 die Gesamtkirchengemeinde sowie die beiden Teilkirchengemeinden als Körperschaften des öffentlichen Rechts anerkannt. Mit Wirkung vom 12. November 1989 wurde dann noch die selbständige „Kirchengemeinde Balingen Ost“ durch Abtrennung von der Stadtkirchengemeinde Balingen errichtet, so dass die Gesamtkirchengemeinde Balingen heute aus drei Kirchengemeinden besteht.

#### Stadtkirchengemeinde Balingen

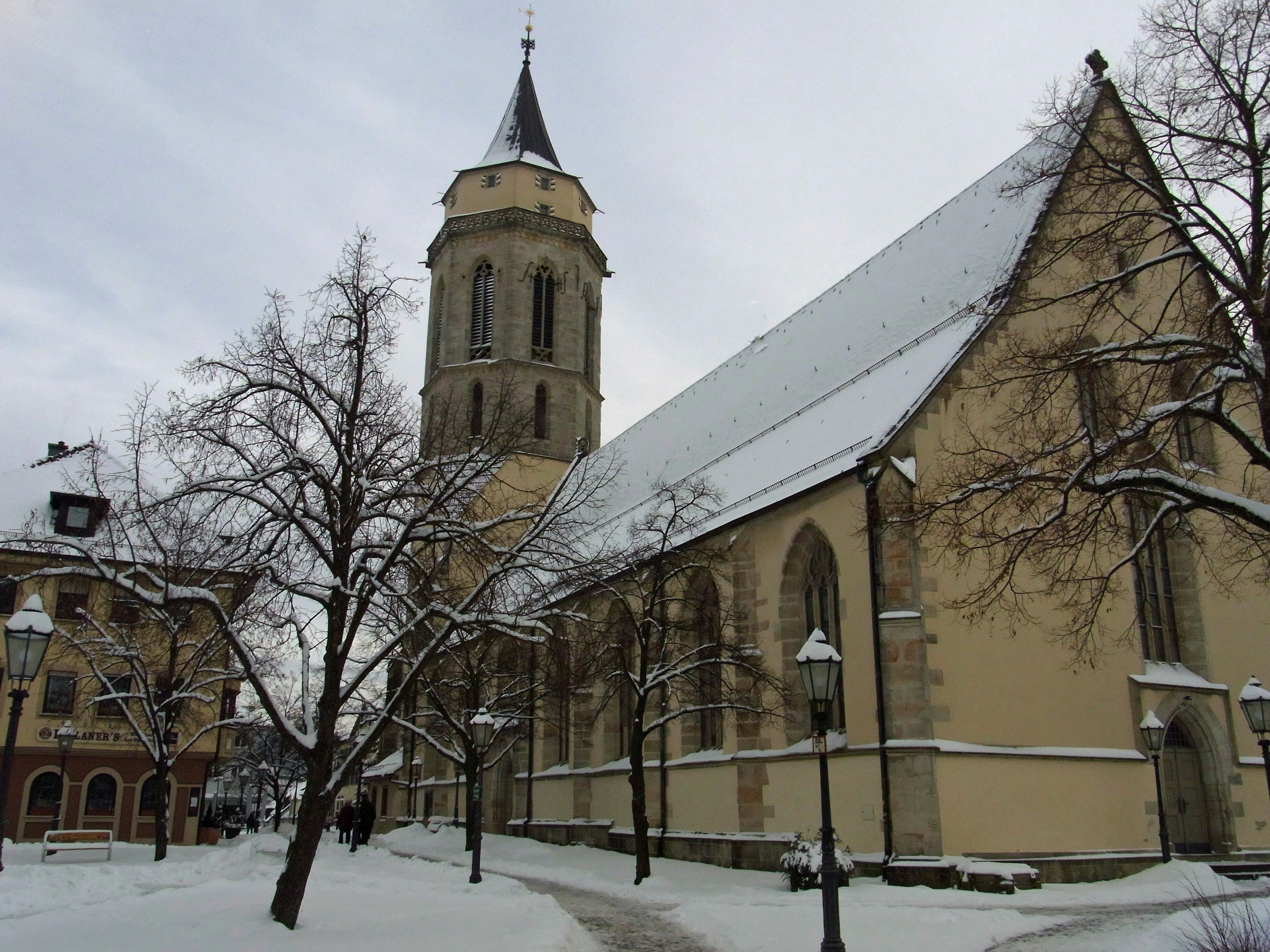
Stadtkirche Balingen

Die Stadtkirchengemeinde Balingen (ca. 2.000 Mitglieder) umfasst Teile der Kernstadt von Balingen. Die erste Balinger Kirche wurde 1255 erwähnt und war Unserer Lieben Frau geweiht. Sie war die Pfarrkirche des alten Dorfes Balingen und blieb zunächst auch die Pfarrkirche der Stadt nach deren Gründung. Doch lag sie außerhalb der Stadtmauer. Aus der 1343 erwähnten Kapelle St. Nikolaus im heutigen Stadtzentrum wurde dann im 15./16. Jahrhundert die heutige Stadtkirche erbaut und 1516 zur Pfarrkirche erhoben. Seitdem wurde die bisherige Kirche als Friedhofskirche genutzt. Württemberg führte die Reformation ein und 1547 wurde Balingen Sitz eines Superintendentur, aus welcher der heutige Kirchenbezirk Balingen hervorging. Über Jahrhunderte war die Stadtkirche dann die einzige Pfarrkirche Balingens. Infolge starken Wachstums der Kirchengemeinde Balingen wurden im 20. Jahrhundert weitere Pfarreien errichtet. So wurde die alte Friedhofskirche 1954 wieder zur Pfarrkirche erhoben und dort 1989 die selbständige Kirchengemeinde Balingen Ost errichtet. Zur Pfarrei gehören auch die Gemeindeglieder in Heselwangen, wobei Heselwangen jedoch eine eigene Kirchengemeinde bildet. Im Wohngebiet Schmiden entstand dann 1968 ein weiteres Gemeindezentrum mit eigener Pfarrei. 1971 wurde dort die selbständige Kirchengemeinde auf Schmiden Balingen innerhalb der Evangelischen Gesamtkirchengemeinde Balingen gebildet.

#### Kirchengemeinde Heselwangen-Balingen

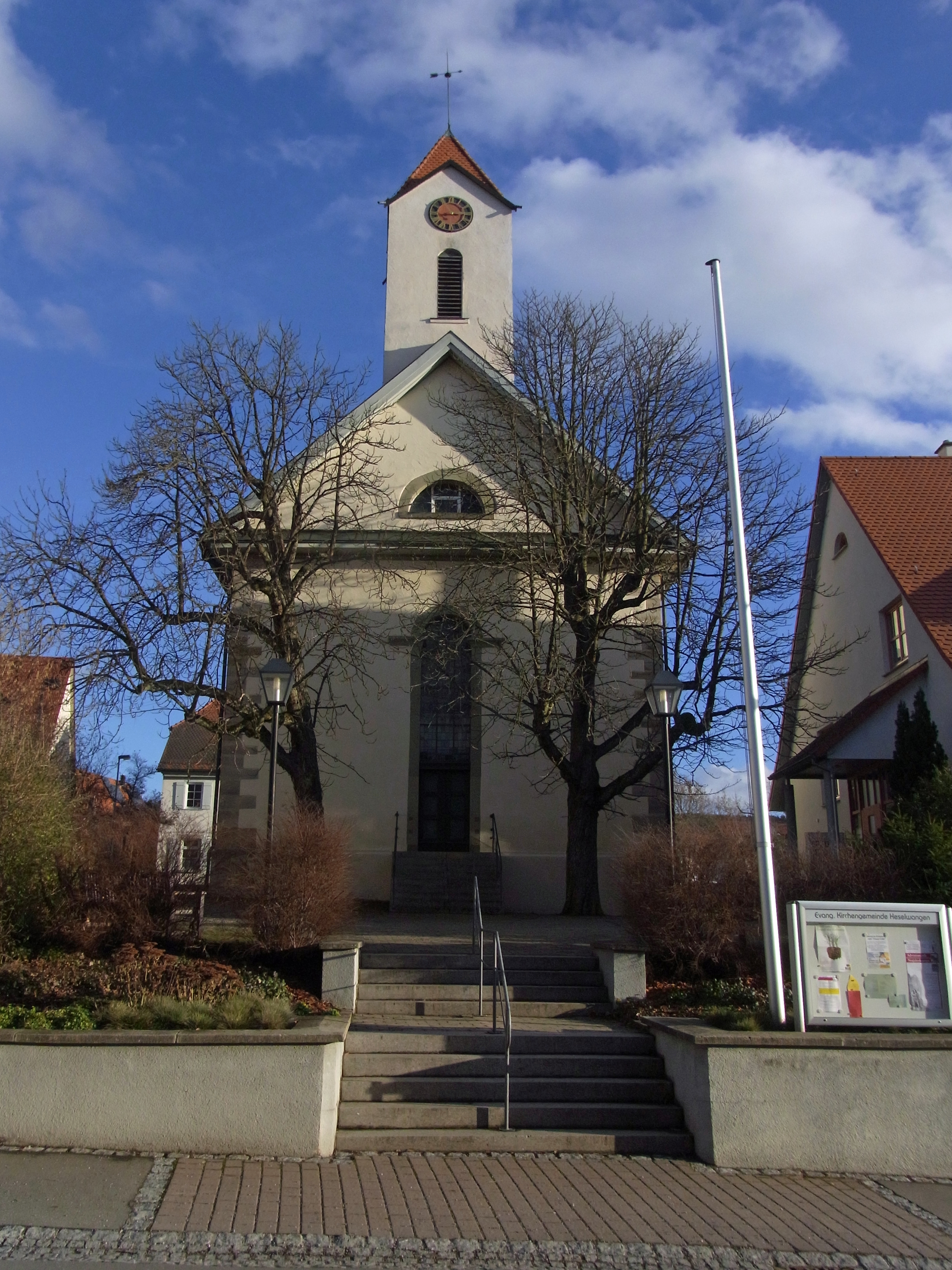
Evangelische Kirche Heselwangen

Die Kirchengemeinde entstand am 1. Januar 2019 durch Fusion der Kirchengemeinde Balingen-Ost mit der Kirchengemeinde Heselwangen.

#### Kirchengemeinde Engstlatt-Auf Schmiden

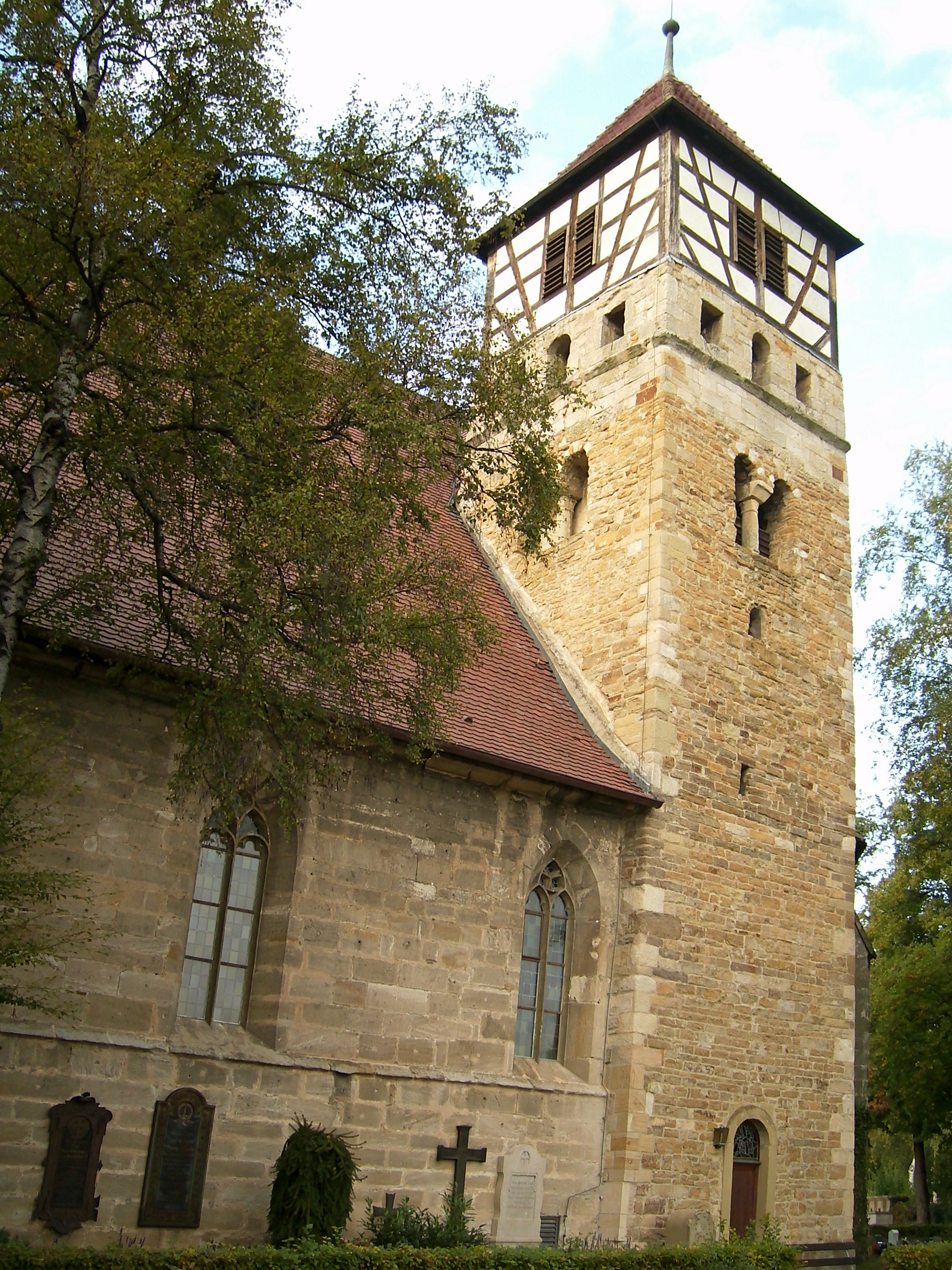
Friedhofkirche in Balingen

Die Kirchengemeinde Engstlatt-Auf Schmiden (ca. 1.700) umfasst Teile der Kernstadt von Balingen. Infolge starken Wachstums der Kirchengemeinde Balingen wurden im 20. Jahrhundert neben der Stadtkirchenpfarrei weitere Pfarreien errichtet. So wurde die alte Friedhofkirche 1954 wieder zur Pfarrkirche erhoben und dort 1989 auch eine selbständige Kirchengemeinde Balingen Ost errichtet. Im Wohngebiet Schmiden entstand 1968 ein drittes Gemeindezentrum in der Kernstadt mit eigener Pfarrei. Mit Wirkung vom 5. Dezember 1971 wurde dort eine selbständige Kirchengemeinde errichtet, als die bis dahin alleinige Kirchengemeinde Balingen in die beiden Kirchengemeinden „Stadtkirchengemeinde Balingen“ und „Kirchengemeinde auf Schmiden Balingen“ aufgeteilt und diese wiederum in der Gesamtkirchengemeinde Balingen zusammengeschlossen wurden.
Die lange Zeit selbständige Kirchengemeinde Engstlatt (ca. 1.050) umfasste den Stadtteil Engstlatt der Stadt Balingen. Eine Kirche und Pfarrei wurde in Engstlatt 1275 erstmals erwähnt. 1368 wurde sie St. Petrus genannt. Das Patronat hatte wohl Zollern, später Württemberg, das die Reformation einführte. Die Kirche ist gotischen Ursprungs und hat einen Westturm. Der Chor wurde 1471 erbaut. In der Nachbarschaft das Pfarrhaus mit reichem Fachwerk.

### Kirchengemeinde Bisingen

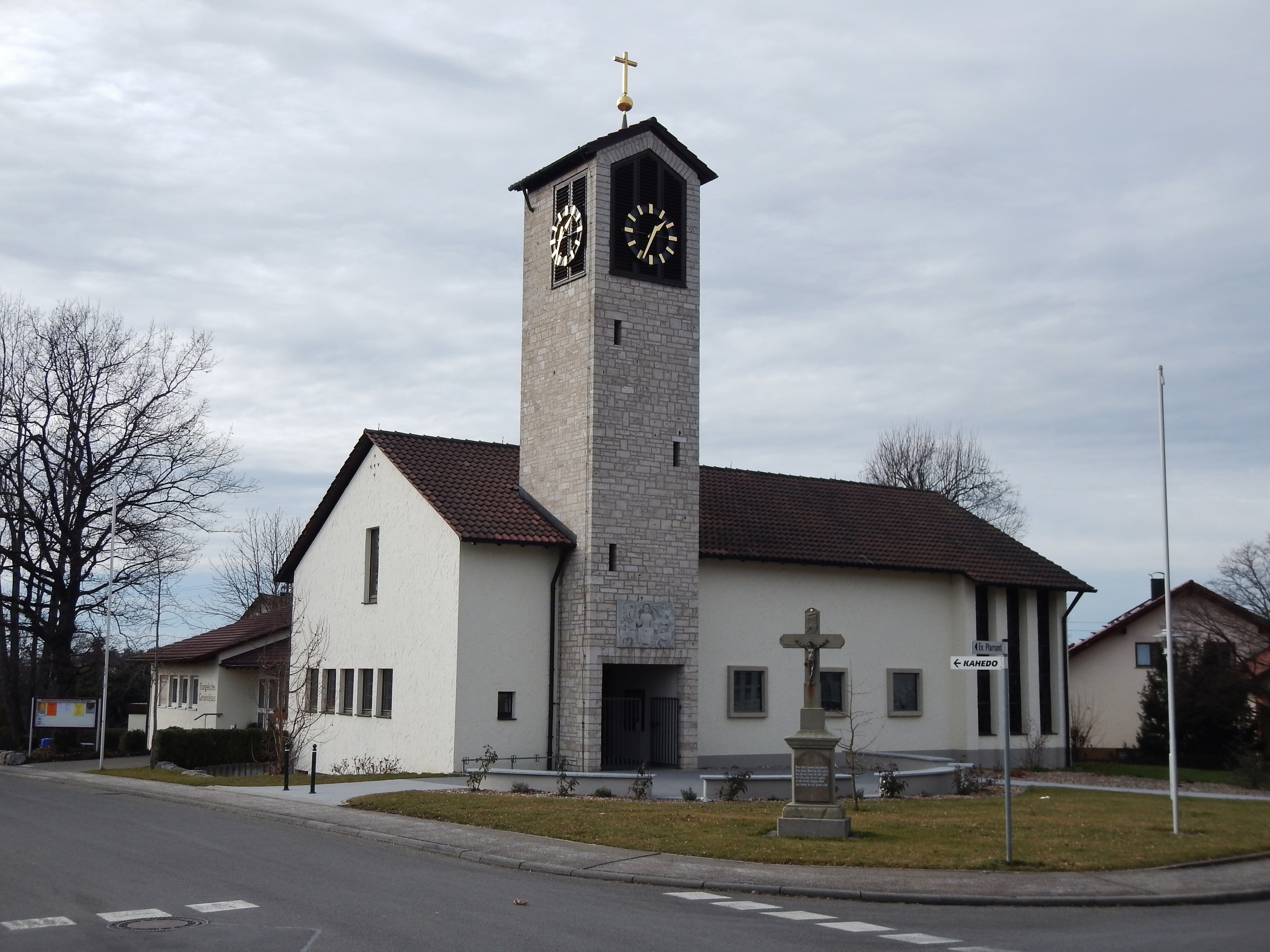
Christuskirche in Bisingen

Die Kirchengemeinde Bisingen (ca. 2.650) umfasst die Gemeinde Bisingen mit den zugehörigen Ortsteilen Steinhofen, Thanheim, Wessingen und Zimmern sowie die Gemeinde Grosselfingen. Das gesamte Gebiet blieb nach der Reformation katholisch. Evangelische Bewohner zogen überwiegend erst nach dem Zweiten Weltkrieg zu. Zunächst wurden sie der Kirchengemeinde Hechingen zugeordnet. 1959 wurde eine eigene evangelische Kirche in Bisingen, die Christuskirche erbaut, und durch Bekanntmachung des Oberkirchenrats vom 6. Dezember 1963 wurde für die oben genannten Orte die selbständige Filialkirchengemeinde Bisingen der Muttergemeinde Hechingen gegründet. Das Kultusministerium hatte die Filialkirchengemeinde Bisingen mit Schreiben vom 20. Mai 1963 als Körperschaft des öffentlichen Rechts anerkannt. Seit 1968 ist Bisingen auch eigene Pfarrei. Durch Bekanntmachung des Oberkirchenrats vom 8. Oktober 1968 wurde die Filialkirchengemeinde Bisingen von der Muttergemeinde Hechingen gelöst und zur selbständigen Kirchengemeinde erhoben.

### Kirchengemeinde Bitz

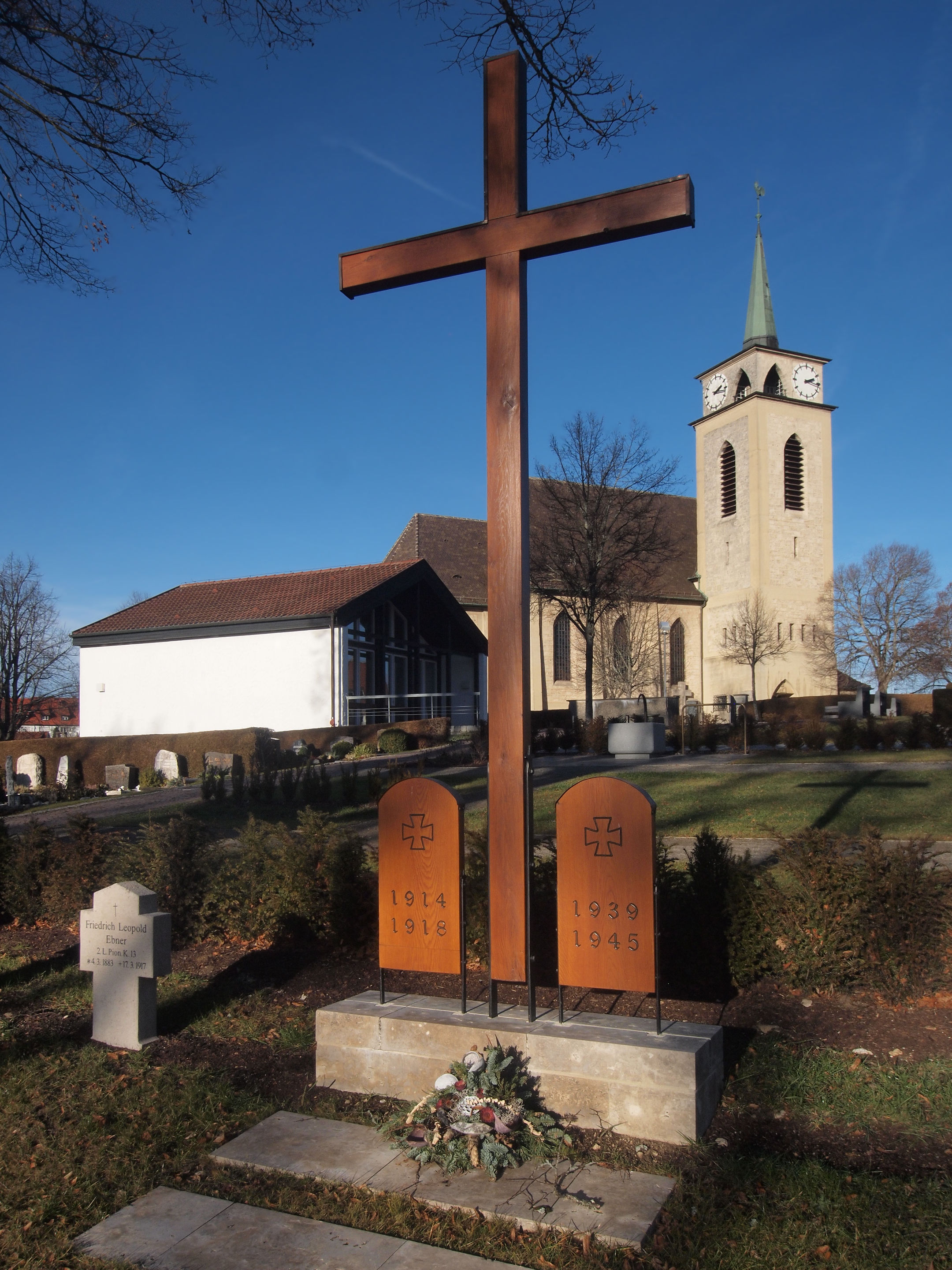
Die Bitzer Kirche im Friedhof

Die Kirchengemeinde Bitz (ca. 2.300) umfasst die Gemeinde Bitz. Kirchlich gehörte Bitz zunächst zu Ebingen. Eine Kapelle zum Hl. Nikolaus wurde aber bereits 1386 erbaut. Das Dorf gehörte der Stadt Ebingen, welche die Rechte an Bitz aber teilweise an Württemberg abtrat. Die Ebinger verpflichteten sich in Bitz Messen abzuhalten. Nach der Reformation versah der Diakon aus Ebingen die pfarramtlichen Tätigkeiten in Bitz. Erst 1832 wurde Bitz eine eigene Gemeinde und 1891 wurde auch eine eigene Pfarrei errichtet. Die heutige Kirche wurde 1926/27 neu erbaut.

### Kirchengemeinde Burgfelden

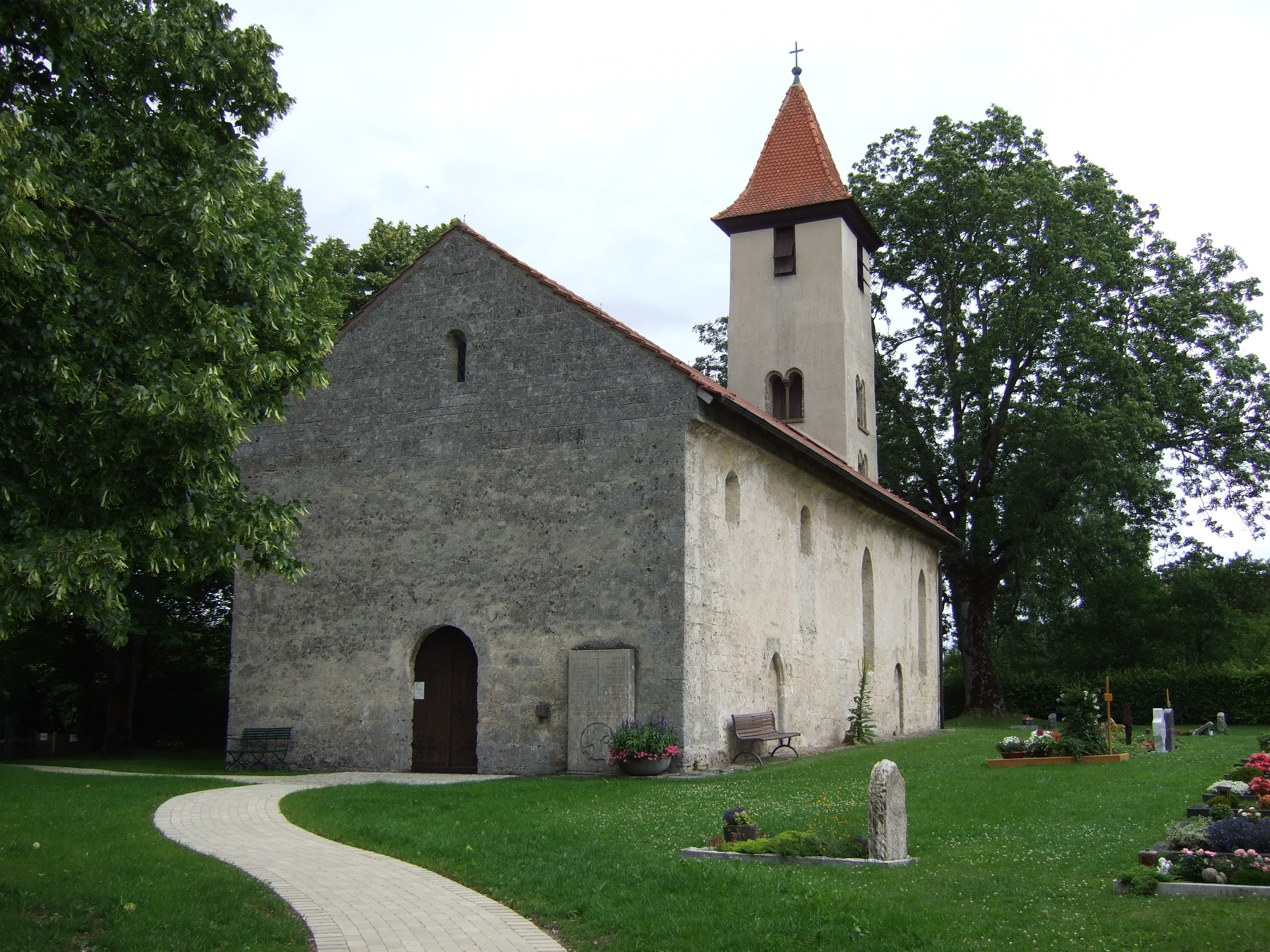
Evang. St.-Michaelis-Kirche Albstadt-Burgfelden

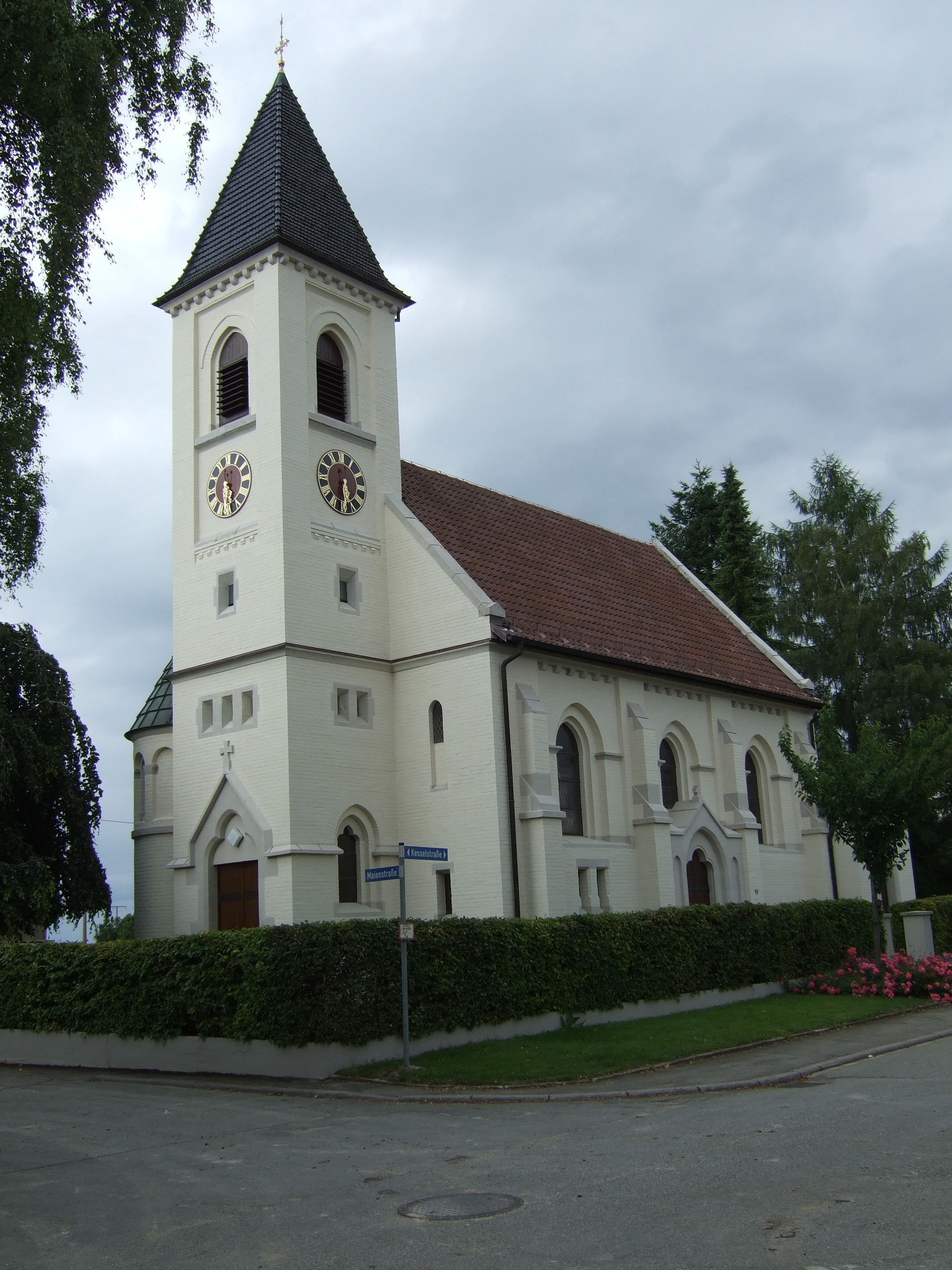
Neue Kirche Albstadt-Burgfelden

Die Kirchengemeinde Burgfelden umfasst den Stadtteil Burgfelden der Stadt Albstadt. Die erste St.-Michaels-Kirche in Burgfelden wurde wohl im 8. Jahrhundert erbaut. Untersuchungen an den Gebeinen aus einem Doppelgrab unter der Apsis der Kirche ergaben, dass die erste Grabanlage wohl in der ersten Hälfte, die zweite Bestattung wahrscheinlich in der zweiten Hälfte des 7. Jahrhunderts erfolgte. Die heute erhaltene Michaelskirche stammt aus dem 11. Jahrhundert. Im Turm befinden sich romanische Wandmalereien von 1070/1080 mit einer großflächigen Darstellung des Weltgerichts. Die Malereien wurden erst 1892 entdeckt, als man die Kirche abreißen und durch einen Neubau ersetzen wollte. Zum Pfarrsprengel von St. Michael gehörte im 13. Jahrhundert unter anderem auch die Kirchen in Pfeffingen, Zillhausen, Ufhofen, Wannental, Laufen und Streichen. 1575 nach der Reformation wurde der Pfarrsitz nach Pfeffingen verlegt, von wo die Kirchengemeinde als Filiale bis heute betreut wird. Da die Kirche zu klein geworden war, wurde 1896 an anderer Stelle eine neue Kirche erbaut.
Die bis 1979 zur Kirchengemeinde Burgfelden gehörigen Evangelischen des Wannentalhofs der Stadt Balingen wurden durch Bekanntmachung des Oberkirchenrats vom 23. August 1979 der Kirchengemeinde Dürrwangen zugeordnet.

### Kirchengemeinde Burladingen
Die Kirchengemeinde Burladingen (ca. 1.550) umfasst den Hauptort und die Stadtteile Gauselfingen, Hausen im Killertal, Hermannsdorf, Killer, Ringingen und Starzeln der Gemeinde Burladingen. Die Stadtteile Melchingen und Salmendingen gehören zur Kirchengemeinde Willmandingen (Gemeinde Sonnenbühl), der Stadtteil Stetten unter Holstein zur Kirchengemeinde Erpfingen (ebenfalls Gemeinde Sonnenbühl) und der Stadtteil Hörschwang zur Kirchengemeinde Hausen an der Lauchert (Stadt Trochtelfingen), alle im Kirchenbezirk Reutlingen.
Das Gebiet Burladingen blieb nach der Reformation katholisch. Überwiegend erst nach dem Zweiten Weltkrieg zogen auch viele evangelische Bewohner in den Raum Burladingen. Sie wurden zunächst von der Pfarrei Gammertingen betreut. Am 15. September 1962 konnte dann der Grundstein für eine eigene evangelische Kirche in Burladingen gelegt werden, 1963 wurde sie eingeweiht. Durch Bekanntmachung des Oberkirchenrats vom 4. Januar 1968 wurde für die Orte Burladingen, Gauselfingen, Ringingen und Neufra dann die selbständige Kirchengemeinde Burladingen gegründet. Das Kultusministerium hatte die Kirchengemeinde Burladingen mit Schreiben vom 25. April 1967 als Körperschaft des öffentlichen Rechts anerkannt. Durch Bekanntmachung des Oberkirchenrats vom 13. Februar 1974 wurde Neufra von der Kirchengemeinde Burladingen gelöst und wieder der Kirchengemeinde Gammertingen zugeordnet. Gleichzeitig wurden die Burladinger Stadtteile Hausen im Killertal, Killer und Starzeln, die bis dahin zur Kirchengemeinde Hechingen gehörten, der Kirchengemeinde Burladingen zugeordnet. Anlässlich der 25-jährigen Kirchweihe erhielt die Kirche, die etwa 250 Personen Platz bietet, den Namen „Versöhnungskirche“. Die schlicht gehaltene Kirche hat bunte Glasfenster. 1970 erhielt Burladingen einen eigenen Pfarrer. Die Kirchengemeinde Burladingen hat auch einen Kirchenchor. Bis 2001 gehörte die Kirchengemeinde Burladingen zum Kirchenbezirk Reutlingen. Zum 1. Januar 2002 wurde sie in den Kirchenbezirk Balingen umgegliedert. Weitere Informationen sind auf der Website der Kirchengemeinde zu finden.

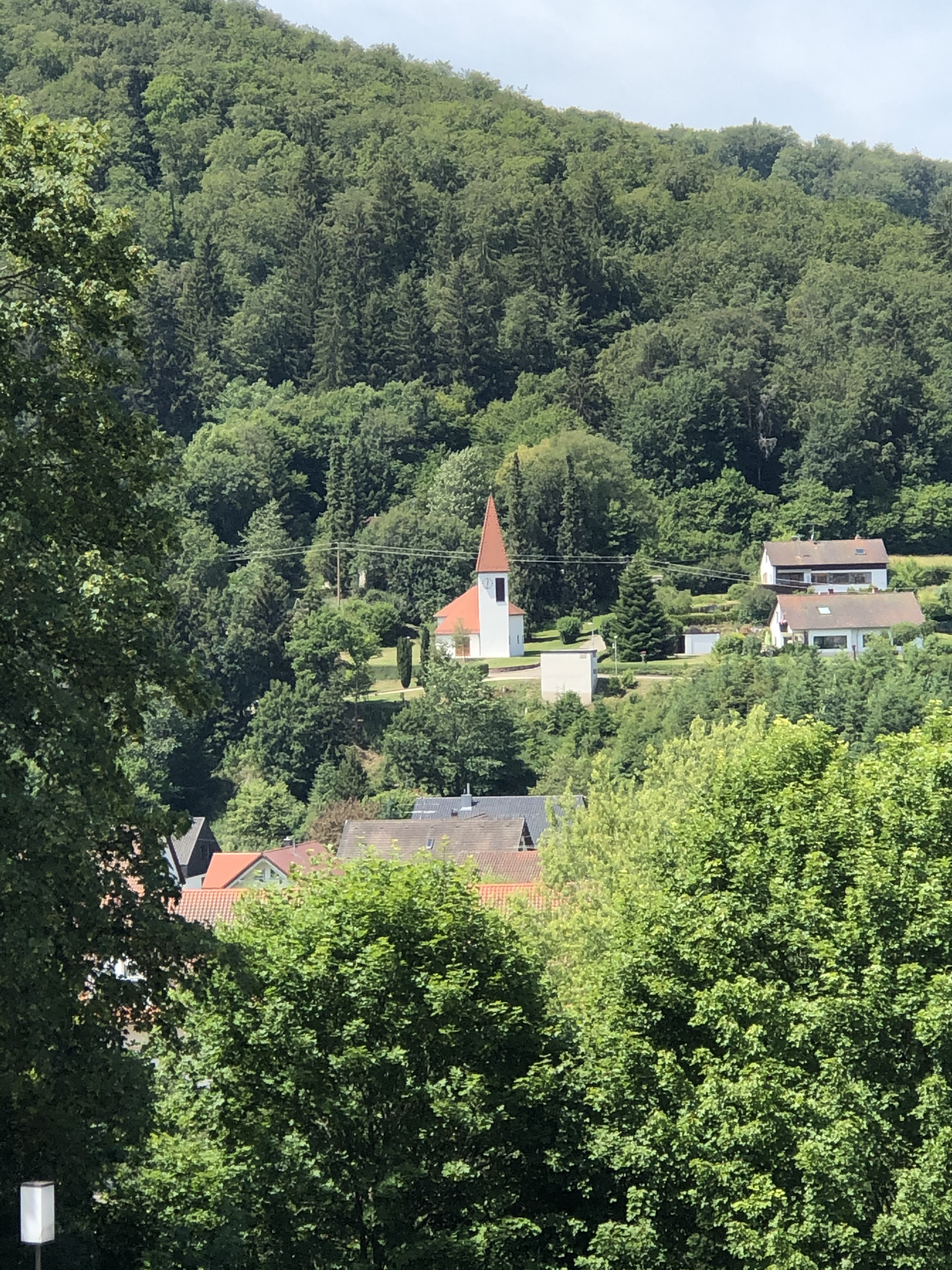
Evangelische Kirche Gauselfingen

Neben der Versöhnungskirche Burladingen gibt es eine weitere Kirche innerhalb der Evangelischen Kirchengemeinde Burladingen. Es ist die bereits 1959 erbaute Kirche in Gauselfingen. Sie geht auf eine Initiative von Fabrikant Maier zurück. Der Bau ist der Kirche von Hirschegg im Kleinen Walsertal nachempfunden. Das ovale Kirchenschiff bietet ca. 80 Personen Platz. Daher ist das Glasfenster hinter dem Altar mit dem Bild des Guten Hirten und die Inschrift auf dem Grundstein „Fürchte dich nicht, du kleine Herde!“ sehr passend.

### Kirchengemeinde Ebingen
Die Kirchengemeinde Ebingen umfasst den Stadtteil Ebingen der Stadt Albstadt und die Gemeinde Straßberg. Am 5. Dezember 1971 wurde die bis dahin alleinige Kirchengemeinde Ebingen in die drei Teilkirchengemeinden Martinskirchengemeinde Ebingen, Friedenskirchengemeinde Ebingen und Thomaskirchengemeinde Ebingen aufgeteilt und diese in der neu gebildeten Gesamtkirchengemeinde Ebingen zusammengeschlossen. Die Kirchengemeinde Ebingen ist Träger der Kindertagesstätte Alfred-Haux sowie der fünf Kindergärten Regenbogen, Friedenskirche, Ulrichstraße, Hohenzollernstraße und Thomaskirche. Sie ist auch Träger des Gemeindehauses Spitalhof im Zentrum von Ebingen, der Kirchlichen Sozialstation Ebingen und des Ferienwaldheims Ebingen.
Zum 1. Dezember 2019 wurden die Teilgemeinden aufgelöst und wieder zu einer einzigen Kirchengemeinde vereinigt.

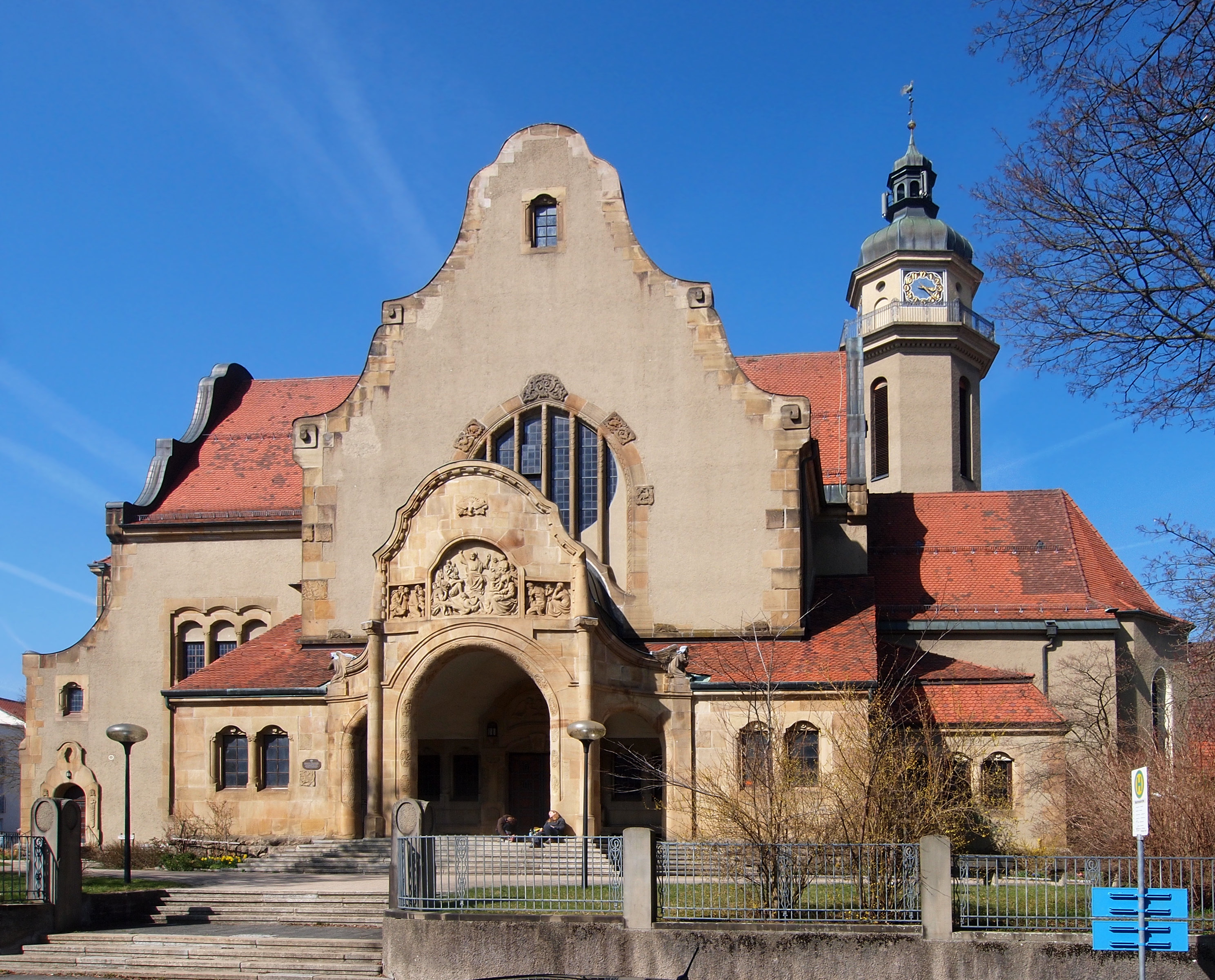
Martinskirche in Ebingen

Die Martinskirchengemeinde Ebingen (ca. 3.200) umfasste die Kernstadt des Albstadter Stadtteils Ebingen. Eine Kirche und Pfarrei wurde in Ebingen 1270 erstmals erwähnt. Doch stand bereits im 7. Jahrhundert über einem alamannischen Gräberfeld ein Gotteshaus, an dessen Stelle später eine frühgotische Rundpfeilerbasilika trat. 1342 wurde sie Martinskirche genannt. Sie war Sitz eines Dekanats. Der Kirchensatz kam über die Grafen von Hohenberg, die Herren von Schilteck und die Herren von Tierberg an Württemberg, das die Reformation einführte. Danach wurde das Dekanat Ebingen aufgelöst und die Stadt dem Dekanat Balingen zugeordnet. Nach langen Diskussionen in der Gemeinde wurde der Großteil der St.-Martins-Kirche 1905 aus baulichen Gründen abgerissen und dafür eine repräsentative Jugendstilkirche errichtet. Dabei wurden der alte, spätgotische Chor von 1473 wie auch der 1670 erneuerte Turm in das neue Gebäude mit einbezogen. In der Kirche befindet sich der Grabstein des Ritters Heinrich von Ringelstein, genannt Affenschmaltz, von 1413.
Neben der Martinskirche gibt es noch eine 1382 gestiftete Kapelle „zu Ehren Unserer Lieben Frau und des Heiligen Grabes zu Jerusalem“. Sie wurde 1490 neu erbaut, 1833 renoviert und ist heute als „Kapellkirche“ bekannt. 1944 zerstörte eine Bombe das Kirchendach, doch nach der Währungsreform konnte die Gemeinde ihre Kapellkirche wieder aufbauen und am 19. Dezember 1950 erneut einweihen.
Die Bevölkerungszunahme der Stadt Ebingen seit Anfang des 20. Jahrhunderts und insbesondere nach dem Zweiten Weltkrieg machte den Bau weiterer Kirchen sowie die Errichtung neuer Kirchengemeinden notwendig. So entstand 1931 die Friedenskirche im Bauhaus-Stil, 1962 die Thomaskirche und 1989 in Ebingen-West die Emmauskirche, die zur Friedenskirchengemeinde gehört. Mit Wirkung vom 5. Dezember 1971 entstand dann die heutige Martinskirchengemeinde Ebingen, die mit der damals ebenfalls errichteten Friedenskirchengemeinde Ebingen und der Thomaskirchengemeinde Ebingen seither die gleichfalls neu errichtete Evangelische Gesamtkirchengemeinde Ebingen bildet. Heute gibt es zwei Pfarrämter (I und II) in der Martinskirchengemeinde.
1991 gab es eine Gebietsveränderungen zwischen der Martins- und der Thomaskirchengemeinde im Bereich Bitzer Steige und Herderstraße zugunsten der Thomaskirchengemeinde.

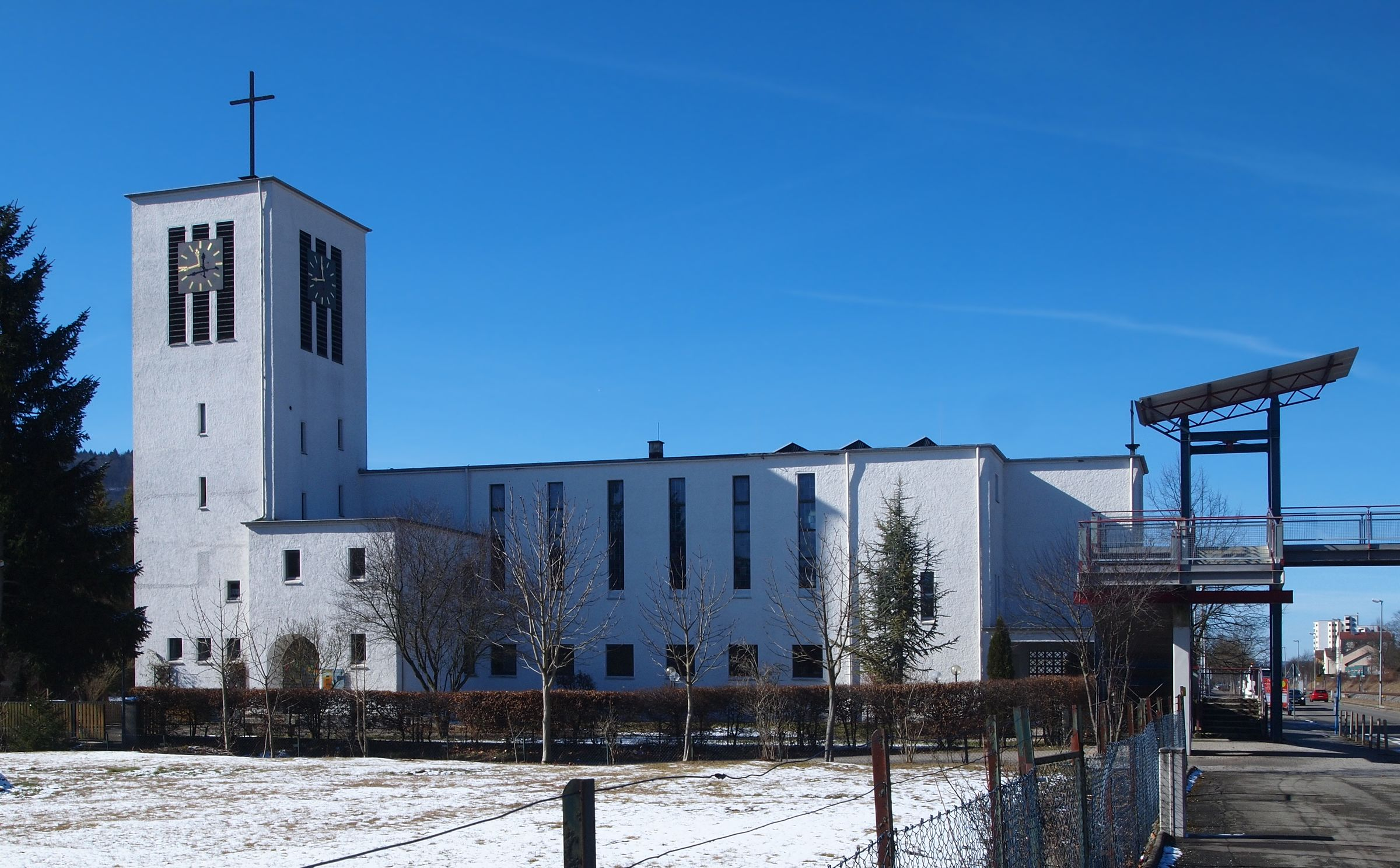
Die Friedenskirche

Die Friedenskirchengemeinde Ebingen (ca. 3.100) umfasste den Westen des Albstadter Stadtteils Ebingen. Bis ins 20. Jahrhundert war die Martinskirche die einzige evangelische Kirche der Stadt Ebingen. Als sich die Stadt dann nach Westen ausdehnte, wurde dort eine neue Kirche notwendig. So wurde 1932 die schlichte Friedenskirche eingeweiht und mit Wirkung vom 5. Dezember 1971 die selbständige Friedenskirchengemeinde Ebingen innerhalb der ebenfalls neu errichteten Gesamtkirchengemeinde Ebingen gegründet. Die Friedenskirche befindet sich noch weitgehend in ihrem ursprünglichen Zustand, wurde jedoch inzwischen renoviert. Durch weiteren Zuzug wurde innerhalb der Friedenskirchengemeinde eine weitere Kirche notwendig. So entstand 1989 die Emmauskirche.

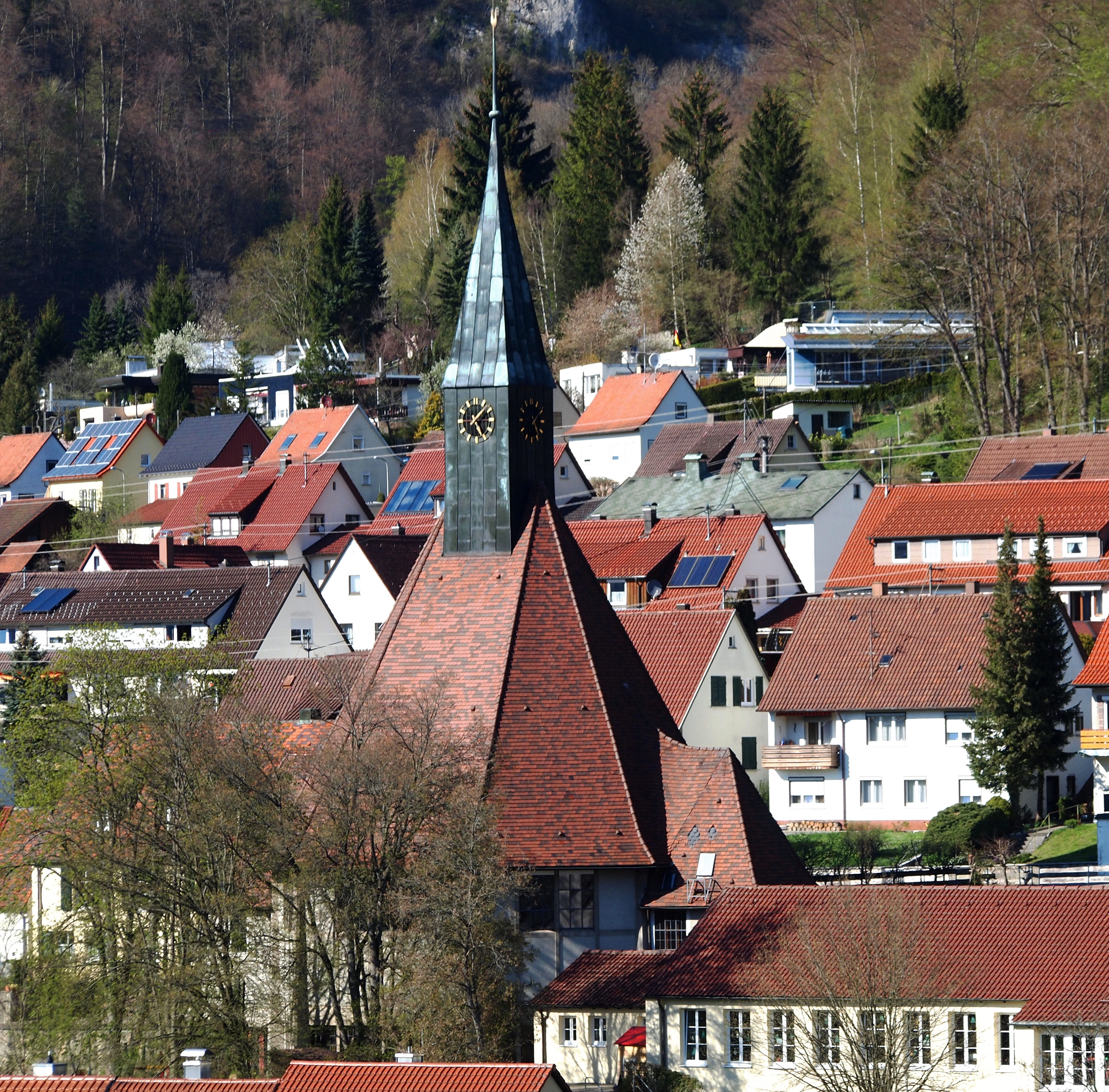
Thomaskirche und Kindergarten

Die Thomaskirchengemeinde Ebingen (ca. 2.100) umfasste die Oststadt des Albstadter Stadtteils Ebingen. Durch starkes Wachstum der evangelischen Kirchengemeinde Ebingen wurde nach der Martinskirche und der 1931 erbauten Friedenskirche für die Oststadt eine weitere Kirche notwendig. So wurde 1962 die Thomaskirche gebaut und mit Wirkung vom 5. Dezember 1971 die selbständige Thomaskirchengemeinde Ebingen innerhalb der ebenfalls neu errichteten Gesamtkirchengemeinde Ebingen gegründet.
1991 gab es eine Gebietsveränderungen zwischen der Martins- und der Thomaskirchengemeinde im Bereich Bitzer Steige und Herderstraße zugunsten der Thomaskirchengemeinde.
Die evangelischen Gemeindeglieder der überwiegend katholischen Gemeinde Straßberg mit Ortsteil Kaiseringen wurden zunächst der Kirchengemeinde Sigmaringen zugeordnet. Diese wurde mit Wirkung vom 1. April 1951 mit anderen ehemals preußischen Kirchengemeinden in die württembergische Landeskirche umgegliedert. In diesem Zusammenhang wurden Straßberg und Kaiseringen von der Kirchengemeinde Sigmaringen getrennt und der Kirchengemeinde Ebingen (Thomaspfarrei) zugeordnet. Mit Wirkung vom 1. Juli 2007 wurde Straßberg mit Kaiseringen der Kirchengemeinde Winterlingen angegliedert.

### Gesamtkirchengemeinde Steinach-Schlichemtal

#### Kirchengemeinde Endingen

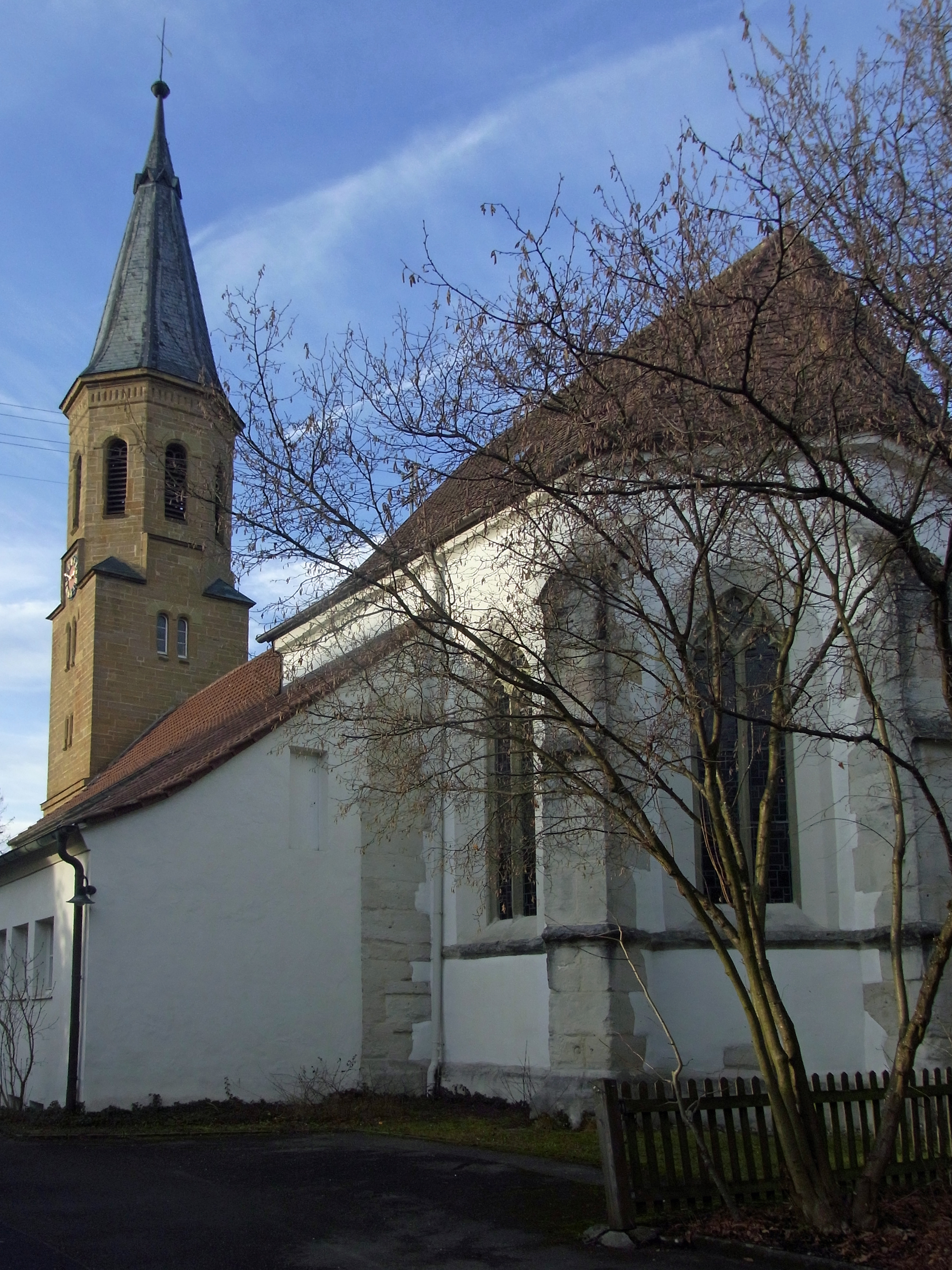
Kirche St. Blasius in Endingen

Die Kirchengemeinde Endingen (ca. 1.230) umfasst den Stadtteil Endingen der Stadt Balingen. Eine Kirche und Pfarrei St. Blasius wurde in Endingen 1275 erstmals erwähnt. Der Kirchensatz war seit dem 14. Jahrhundert zollerisch, ab 1403 württembergisch, das die Reformation einführte. Die spätgotische Kirche wurde mehrmals verändert. Der Turm wurde 1866 erbaut.

#### Kirchengemeinde Erzingen-Schömberg

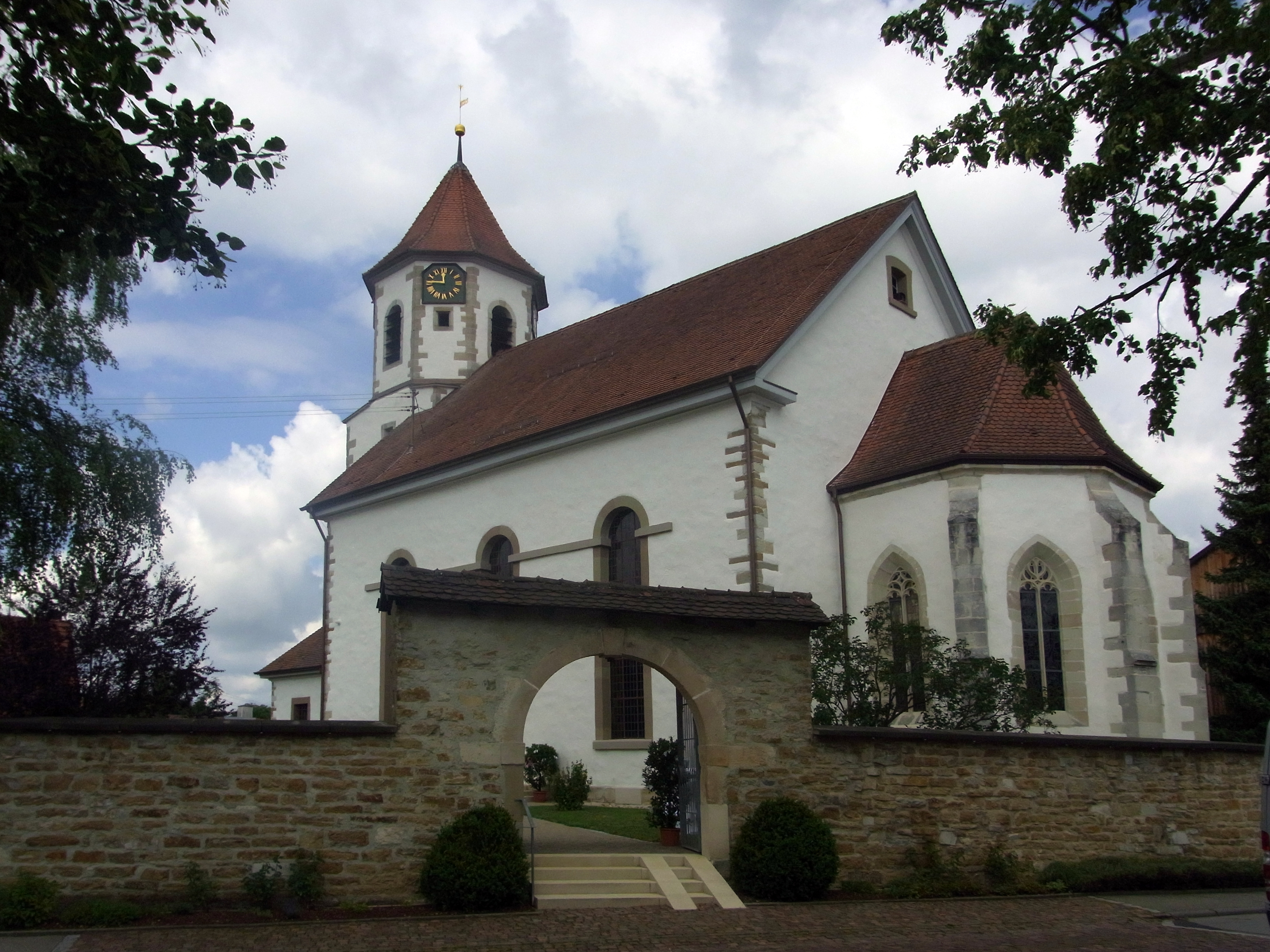
Kirche St. Georg in Erzingen

Die Kirchengemeinde Erzingen-Schömberg (ca. 2.050) umfasst den Stadtteil Erzingen der Stadt Balingen sowie die Gemeinden Schömberg, Dormettingen, Dotternhausen, Ratshausen und Weilen unter den Rinnen. Eine Kirche und Pfarrei wurde in Erzingen 1275 erstmals erwähnt. 1446 wurde sie St. Georg genannt. Das Patronat hatten die Herren von Erzingen, seit dem 15. Jahrhundert Württemberg, das die Reformation einführte. Die Kirche hat noch einen spätgotischen Chor. Das Langhaus wurde 1833 erbaut und 1910 erweitert.
Schömberg und der heute dazugehörige Ortsteil Schörzingen sowie die Gemeinden Dormettingen, Dotternhausen, Ratshausen und Weilen unter den Rinnen blieben nach der Reformation katholisch. Die überwiegend erst nach dem Zweiten Weltkrieg zugezogenen evangelischen Bewohner wurden der Kirchengemeinde Erzingen zugeordnet, wobei Weilen unter den Rinnen bis 1949 noch zur Kirchengemeinde Tieringen und Dormettingen bis 1955 zur Kirchengemeinde Täbingen gehörte. Durch Bekanntmachung des Oberkirchenrats vom 18. März 1949 wurde Weilen unter den Rinnen und durch Bekanntmachung vom 17. Januar 1955 wurde auch Dormettingen in die Kirchengemeinde Erzingen umgegliedert.

#### Kirchengemeinde Täbingen
Die Kirchengemeinde Täbingen (ca. 600) umfasst den Stadtteil Täbingen der Stadt Rosenfeld sowie die Gemeinden Dautmergen und Zimmern unter der Burg. Täbingen gehörte kirchlich zunächst zu Gößlingen. Eine Kapelle St. Blasius ist aber früh bezeugt. Der Sage nach soll hier die Selige Hailwig gelebt haben. Nach der Reformation wurde Täbingen von der Pfarrei Leidringen betreut. 1711 wurde eine Pfarrverweserei errichtet und 1739 eine eigene Pfarrei. Die heutige Kirche wurde 1834 neu erbaut. Dabei wurde der romanische Chorturm des Vorgängerbaus beibehalten.
Dautmergen und Zimmern unter der Burg blieben nach der Reformation katholisch. Die überwiegend erst nach dem Zweiten Weltkrieg zugezogenen evangelischen Bewohner wurden der Kirchengemeinde Täbingen zugeordnet.
Bis 1955 gehörte auch Dormettingen zur Kirchengemeinde Täbingen. Durch Bekanntmachung des Oberkirchenrats vom 17. Januar 1955 wurde Dormettingen in die Kirchengemeinde Erzingen umgegliedert. Bis 1969 gehörte ferner der Vaihinger Hof (Gemeinde Neukirch) zur Kirchengemeinde Täbingen. Durch Bekanntmachung des Oberkirchenrats vom 3. November 1969 wurde er in den Kirchenbezirk Tuttlingen umgegliedert und der Kirchengemeinde Rottweil zugeordnet. Ebenso gehörte bis 1995 auch der Dietinger Ortsteil Gößlingen zur Kirchengemeinde Täbingen. Mit Wirkung vom 1. November 1995 wurde Gößlingen von der Kirchengemeinde Täbingen abgetrennt und ebenfalls der Kirchengemeinde Rottweil zugeordnet, nachdem der Hauptort Dietingen bereits zur Kirchengemeinde Rottweil gehörte.

### Kirchengemeinde Haigerloch

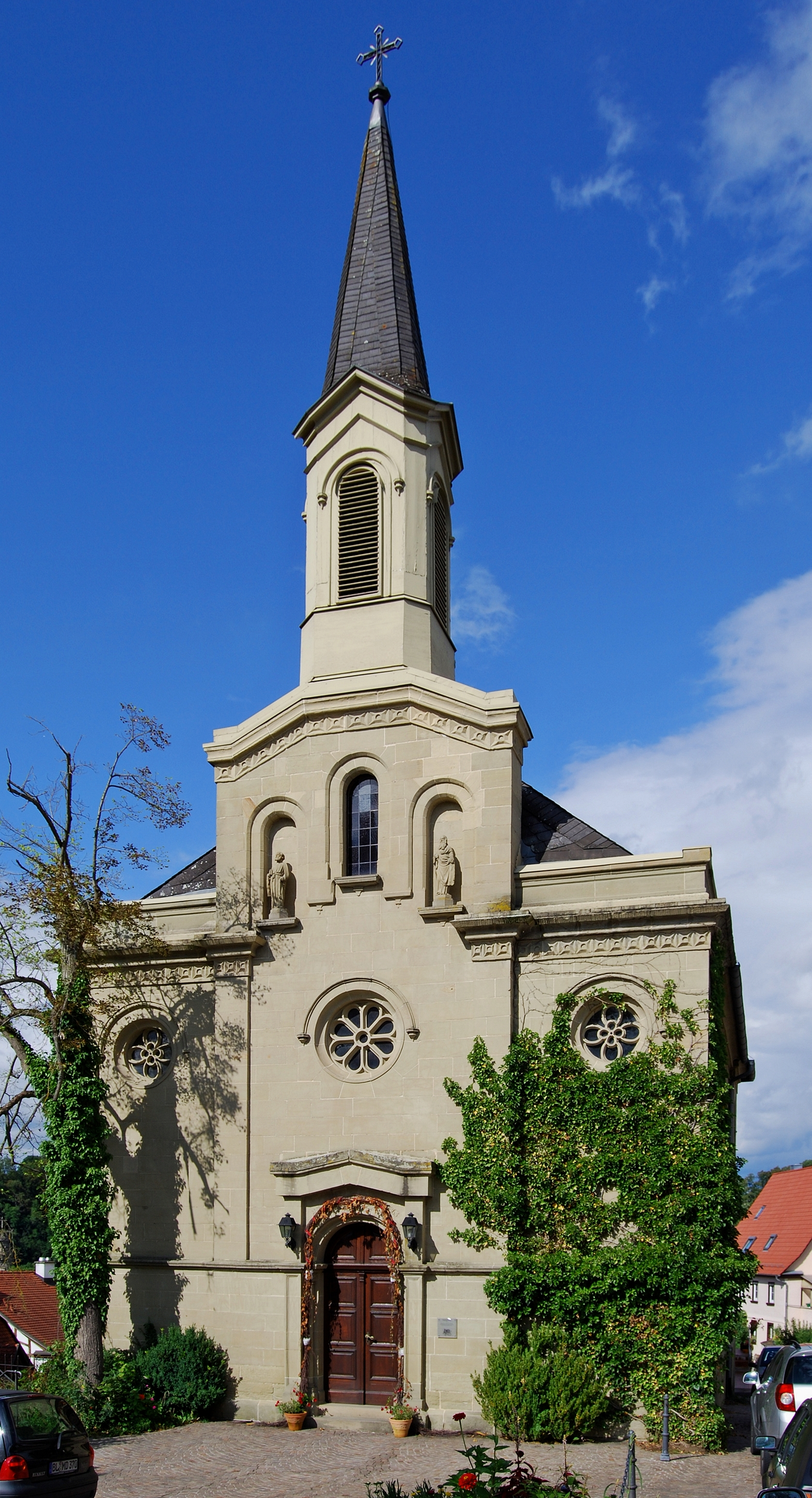
Evangelische Kirche Haigerloch

Die Kirchengemeinde Haigerloch (ca. 1.950) umfasst die Stadt Haigerloch, den Stadtteil Heiligenzimmern der Stadt Rosenfeld (die ihrerseits zum Kirchenbezirk Sulz am Neckar gehört) und die Ortsteile Bietenhausen und Höfendorf der Gemeinde Rangendingen (der Hauptort Rangendingen bildet seit 1989 eine eigene Kirchengemeinde). Haigerloch und dessen Umland blieb als Teil von Hohenzollern-Sigmaringen nach der Reformation katholisch. Im 19. Jahrhundert zogen auch evangelische Bewohner zu, so dass bereits 1861 bis 1863 eine eigene Kirche erbaut werden konnte und auch eine eigene Kirchengemeinde gegründet wurde. 1864 wurde in Haigerloch ein Vikariat und 1873 eine eigene Pfarrei errichtet. Der Kirchengemeinde Haigerloch wurden alle evangelischen Bewohner des Umlandes zugeordnet. Seit 1950 gehört die Kirchengemeinde Haigerloch zur württembergischen Landeskirche. Zuvor gehörte sie zum Kirchenkreis der Hohenzollerischen Lande innerhalb der Evangelischen Kirche der Altpreußischen Union.

### Kirchengemeinde Hechingen

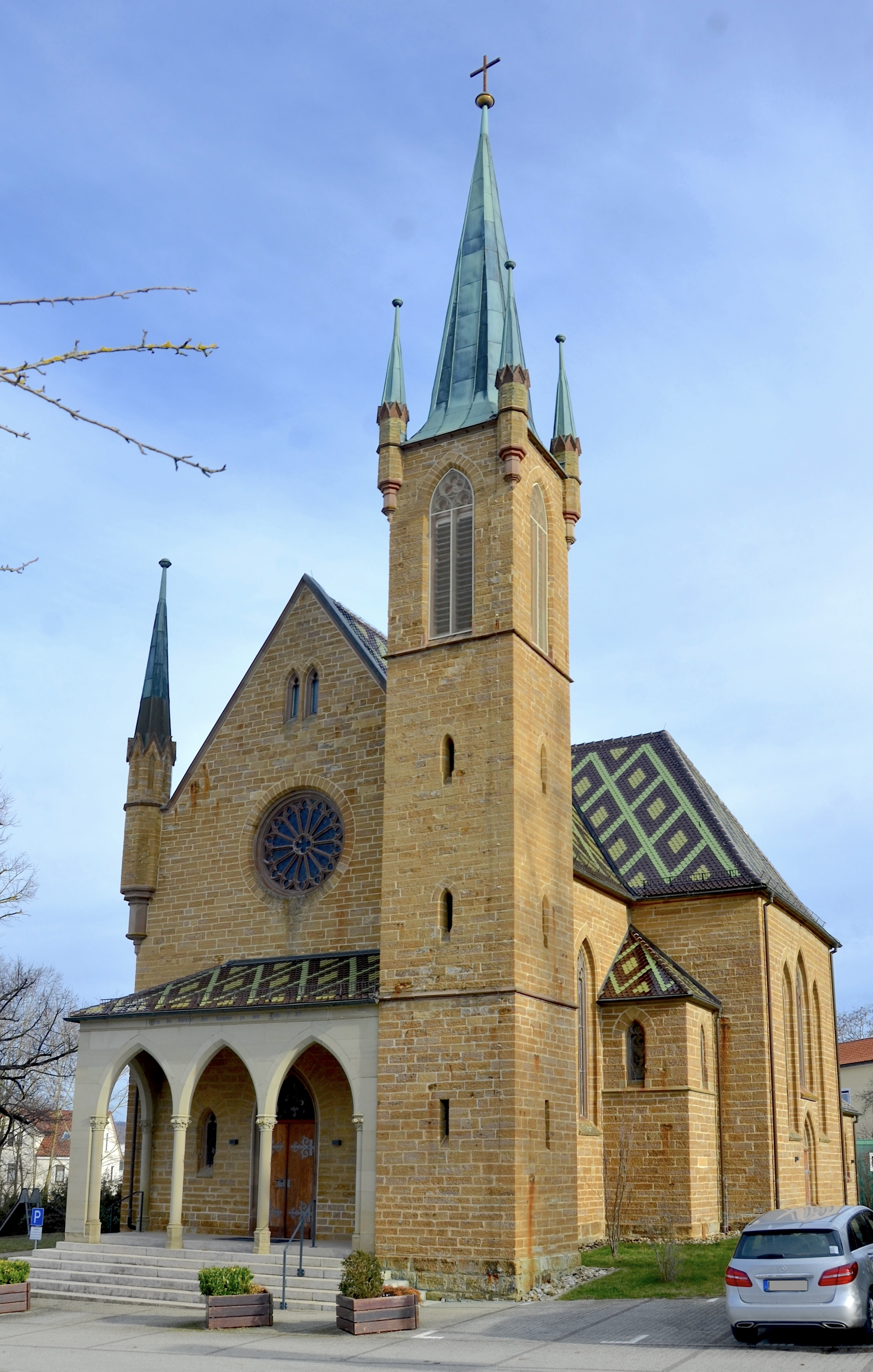
St. Johannes in Hechingen

Die Kirchengemeinde Hechingen (ca. 5.200) umfasst die Stadt Hechingen und die Gemeinde Jungingen. Hechingen und dessen Umland blieb als Teil von Hohenzollern-Hechingen nach der Reformation katholisch. Im 19. Jahrhundert zogen auch evangelische Bewohner zu, so dass bereits 1857 eine eigene Johanneskirche erbaut werden konnte und später auch eine eigene Kirchengemeinde gegründet wurde. 1857 wurde in Hechingen ein Vikariat und 1861 eine eigene Pfarrei errichtet. 1906 wurde die Kirche durch einen Querbau erweitert. Erst seit 1951 gehört die Kirchengemeinde Hechingen zur württembergischen Landeskirche. Zuvor gehörte sie zum Kirchenkreis der Hohenzollerischen Landes innerhalb der Evangelischen Kirche der Altpreußischen Union.
1969 erhielt die Kirchengemeinde Hechingen ein Gemeindezentrum. Zur Kirchengemeinde Hechingen gehören heute alle evangelischen Bewohner des gesamten Umlandes. Dabei wurden die evangelischen Bewohner der heutigen Hechinger Stadtteile Bechtoldsweiler und Sickingen bei der Umgliederung der Kirchengemeinde Hechingen von der Evangelischen Kirche der Altpreußischen Union in die württembergische Landeskirche 1951 von der Kirchengemeinde Hechingen getrennt und der Kirchengemeinde Bodelshausen (Kirchenbezirk Tübingen) angegliedert. Gleichzeitig wurde auch Wilflingen abgetrennt und der Kirchengemeinde Rottweil (Kirchenbezirk Tuttlingen) zugeordnet.
Durch Bekanntmachung des Oberkirchenrats vom 13. Februar 1974 wurde dies im Falle von Bechtoldsweiler und Sickingen jedoch wieder rückgängig gemacht, d. h. beide Orte wurden in den Kirchenbezirk Balingen umgegliedert und (wieder) der Kirchengemeinde Hechingen zugeordnet. Im Gegenzug gab die Kirchengemeinde Hechingen die evangelischen Bewohner aus den drei im Killertal gelegenen Burladinger Ortsteilen Killer, Starzeln und Hausen i.K. an den Kirchenbezirk Reutlingen ab. Diese Orte wurden dort der Kirchengemeinde Burladingen zugeordnet. 2002 wurde die Kirchengemeinde Burladingen dann (wieder) dem Kirchenbezirk Balingen zugeordnet.
Früher gehörte auch die Gemeinde Rangendingen zur Kirchengemeinde Hechingen. Inzwischen wurde dort eine eigene Kirchengemeinde gegründet. Auch Bisingen und dessen Umland gehörte zunächst zu Hechingen, bevor dort durch Bekanntmachung des Oberkirchenrats vom 6. Dezember 1963 eine Filialkirchengemeinde von Hechingen errichtet wurde, welche durch Bekanntmachung des Oberkirchenrats vom 8. Oktober 1968 dann zur selbständigen Kirchengemeinde Bisingen erhoben wurde.

### Kirchengemeinde Hossingen

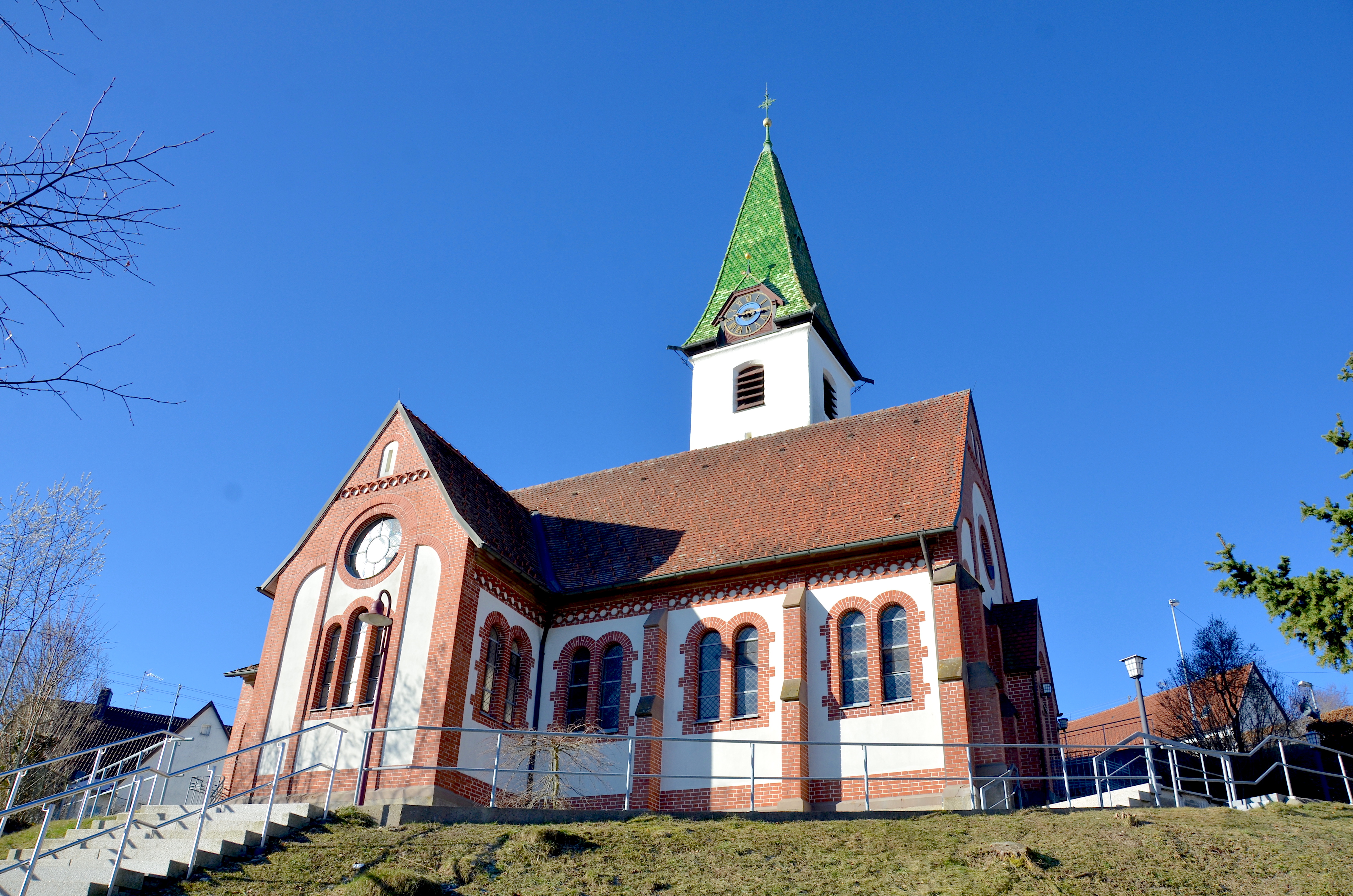
Nikolauskirche in Hossingen

Die Kirchengemeinde umfasst den Stadtteil Hossingen der Stadt Meßstetten. Kirchlich gehörte Hossingen zunächst als Filiale zu Ebingen. Nach der Reformation wurde Hossingen der Pfarrei Meßstetten zugeordnet, von wo die Kirchengemeinde bis heute betreut wird. Eine Kapelle wurde 1404 erstmals erwähnt. 1496 wurde sie St. Nikolaus genannt. Die heutige Kirche in Hossingen wurde aber erst 1903/04 erbaut. Der Turm ist jedoch älter.

### Kirchengemeinde Laufen an der Eyach

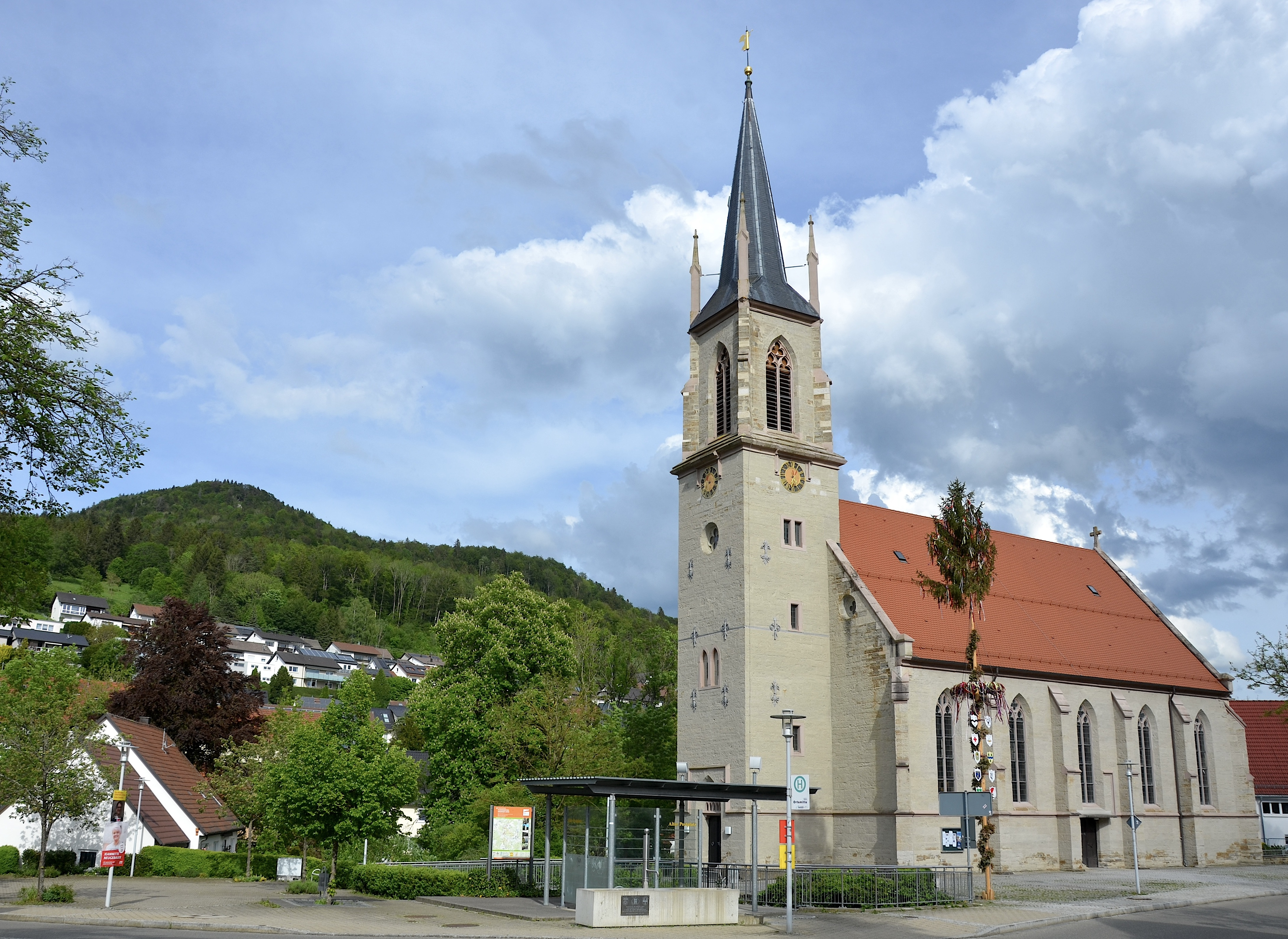
Galluskirche in Laufen

Die Kirchengemeinde Laufen an der Eyach (ca. 1.800) umfasst die Stadtteile Laufen an der Eyach und Lautlingen der Stadt Albstadt. Eine Kapelle zum Hl. Gallus in Laufen an der Eyach wurde 1451 erwähnt. Sie war wohl eine Stiftung des Klosters St. Gallen und gehörte zur Pfarrei Burgfelden. 1522 wurde Laufen vorübergehend eigene Pfarrei und dann Dürrwangen zugeordnet. 1897 wurde Laufen wieder eigene Pfarrei. Die heutige Kirche wurde 1875 erbaut.
Lautlingen blieb nach der Reformation katholisch. Die überwiegend erst nach dem Zweiten Weltkrieg zugezogenen evangelischen Bewohner wurden der Kirchengemeinde Laufen an der Eyach zugeordnet.

### Kirchengemeinde Meßstetten

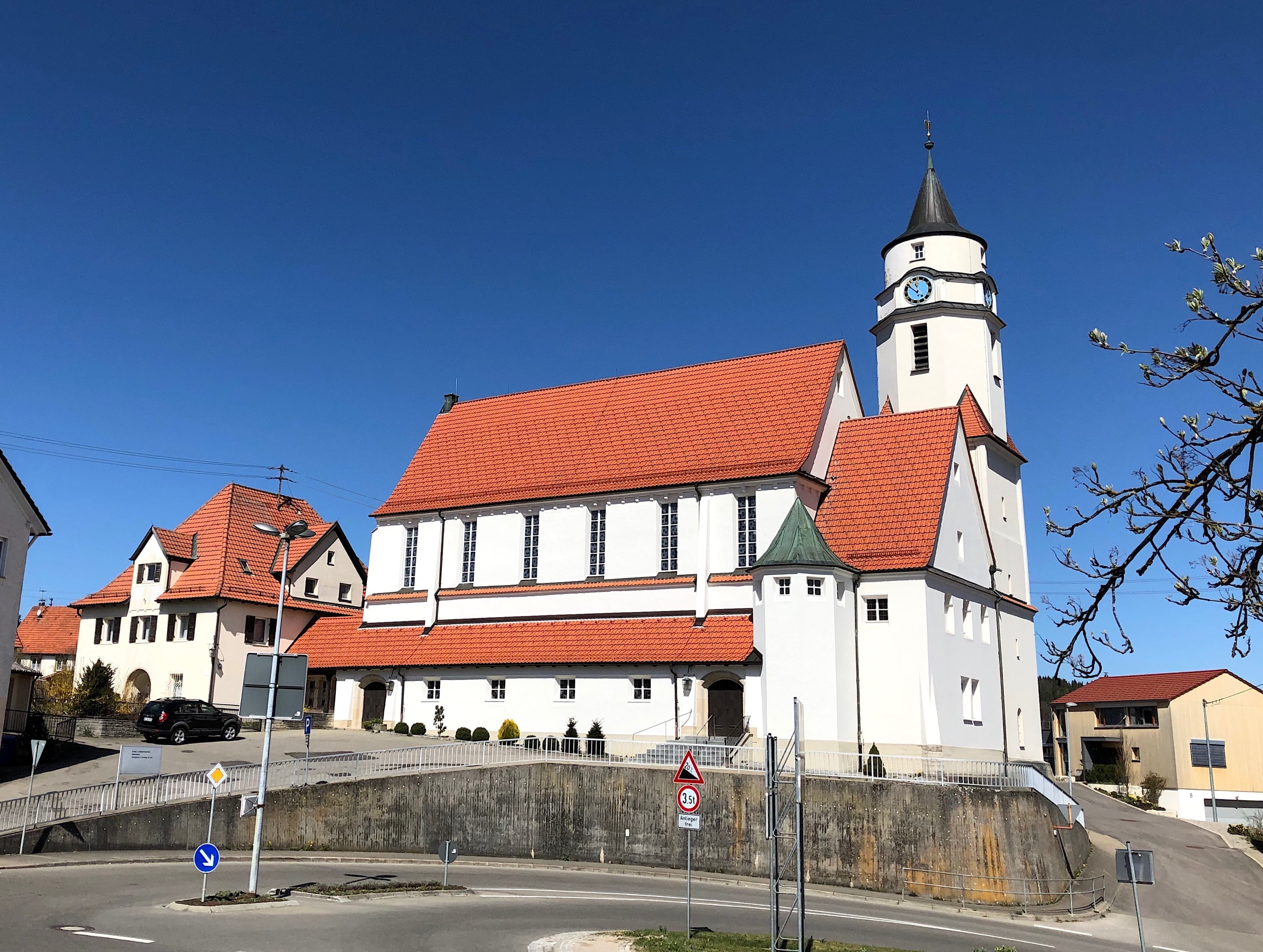
Lamprechtskirche in Meßstetten

Die Kirchengemeinde Meßstetten (ca. 3.650) umfasst die Kernstadt von Meßstetten. Die Stadtteile Hossingen, Oberdigisheim und Tieringen bilden eigene Kirchengemeinden, wobei zu Tieringen auch der Stadtteil Unterdigisheim gehört. Die Stadtteile Hartheim und Heinstetten gehören zur Kirchengemeinde Stetten am kalten Markt der Evangelischen Landeskirche in Baden.
Eine Kirche und Pfarrei wurde in Meßstetten 1275 erstmals erwähnt. 1403 wird eine Kirche St. Lambert genannt. Das Patronat gelangte 1354 von Heinrich von Tierberg an den Pfarrer und drei Kaplane des Ortes, die fortan das Stift bildeten. Württemberg führte die Reformation ein. Die Kirche wurde 1911 durch ein Erdbeben zerstört und danach im Jugendstil durch Architekt Martin Elsaesser wieder aufgebaut. Dabei wurde der Turm des Vorgängerbaus mitverwendet. 1960 wurde die Kirche renoviert. Das Pfarramt Meßstetten betreut auch die Kirchengemeinde Hossingen.

### Kirchengemeinde Onstmettingen

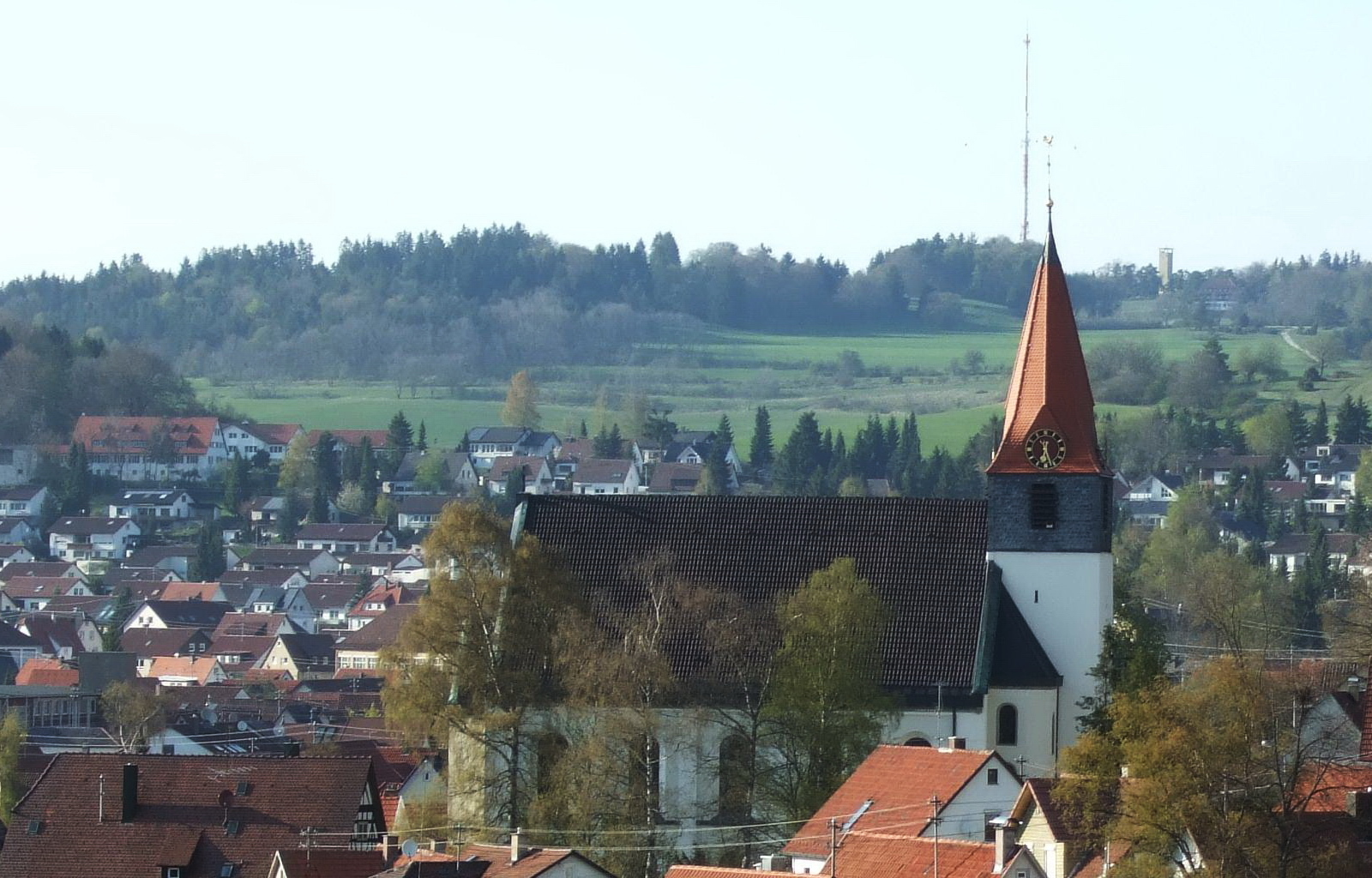
Kirche St. Maria in Onstmettingen

Die Kirchengemeinde Onstmettingen (ca. 3.050) umfasst den Stadtteil Onstmettingen der Stadt Albstadt. Onstmettingen ging aus den beiden Siedlungen Unterhofen und Oberhofen hervor. Eine Kirche und Pfarrei St. Maria in Unterhofen wurde bereits 1275 erwähnt. Sie ist seit 1450 württembergisch und wurde nach der Reformation evangelische Pfarrkirche für ganz Onstmettingen. Das Untergeschoss des Turmes der Kirche ist noch romanisch, das Schiff wurde aber 1887/88 neu erbaut. In Oberhofen bestand eine Johanneskirche, die nach der Reformation 1534 profaniert wurde. Seit 1961 hat die Kirchengemeinde Onstmettingen auch ein Gemeindehaus, das wegen der früheren Johanneskirche den Namen Johannes-Gemeindehaus erhielt.

### Kirchengemeinde Ostdorf-Geislingen

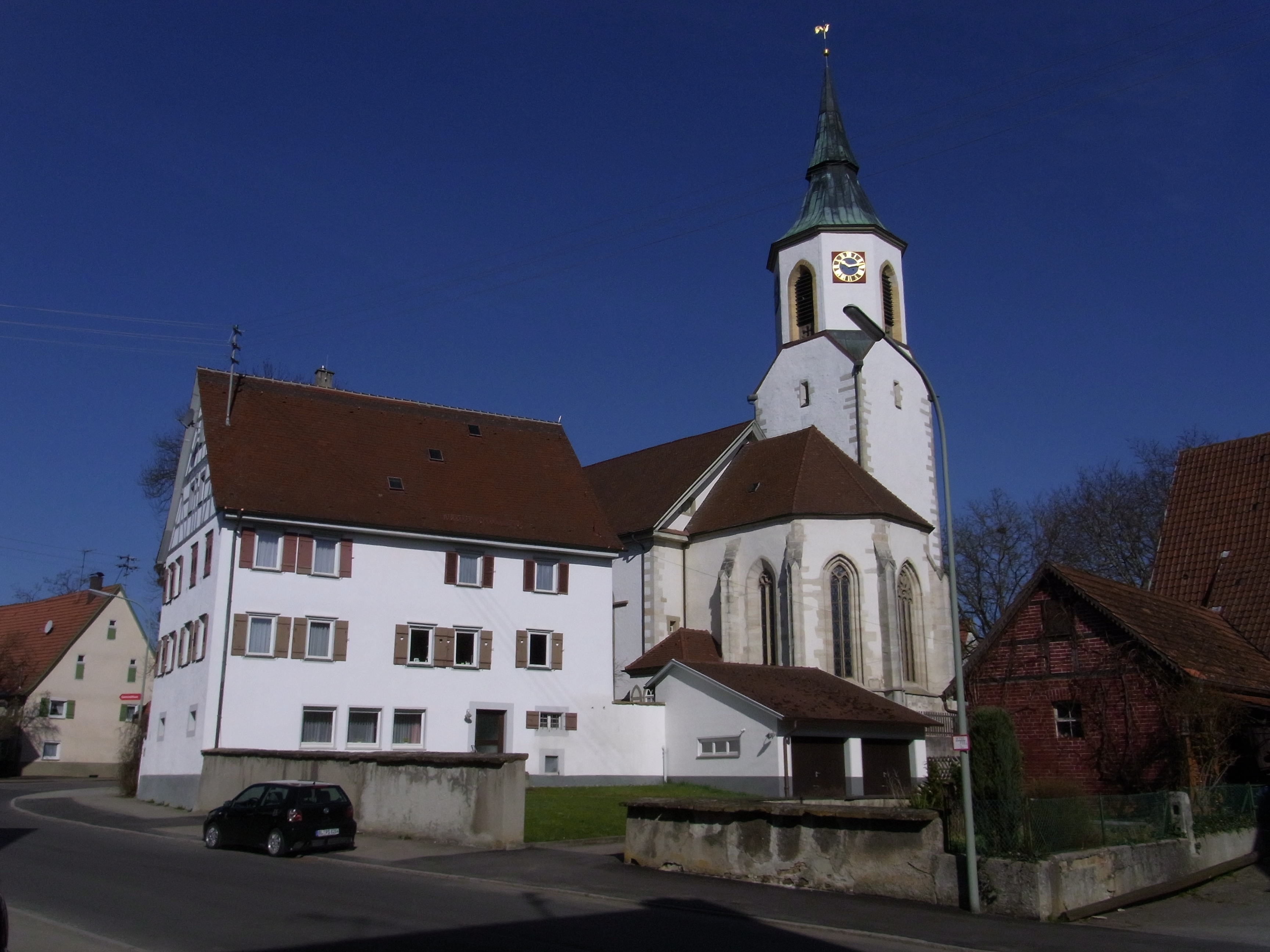
Medarduskirche in Ostdorf

Die Kirchengemeinde Ostdorf-Geislingen (ca. 1.800) umfasst den Stadtteil Ostdorf der Stadt Balingen und die Kernstadt von Geislingen. Eine Kirche und Pfarrei wurde in Ostdorf 1275 erstmals erwähnt. 1477 wurde sie St. Medardus genannt. Das Patronat hatten die Ortsherren. 1534 wurde durch Württemberg die Reformation eingeführt. Der Chor der Medarduskirche ist noch hochgotisch aus dem 14. Jahrhundert, der Turm im Kern sogar aus dem 13. Jahrhundert. Er wurde um 1500 erhöht. Das Langhaus wurde in seiner heutigen Form 1832 erbaut.
Geislingen blieb nach der Reformation katholisch. Die überwiegend erst nach dem Zweiten Weltkrieg zugezogenen evangelischen Bewohner wurden der Kirchengemeinde Ostdorf zugeordnet.
Bis 1949 gehörten auch die evangelischen Bewohner des überwiegend katholischen Erlaheim zur Kirchengemeinde Ostdorf. Durch Bekanntmachung des Oberkirchenrats vom 22. November 1949 wurde Erlaheim der Kirchengemeinde Rosenfeld (Kirchenbezirk Sulz am Neckar) zugeordnet. Seit 1986 gehört es zur Kirchengemeinde Isingen.

### Kirchengemeinde Pfeffingen

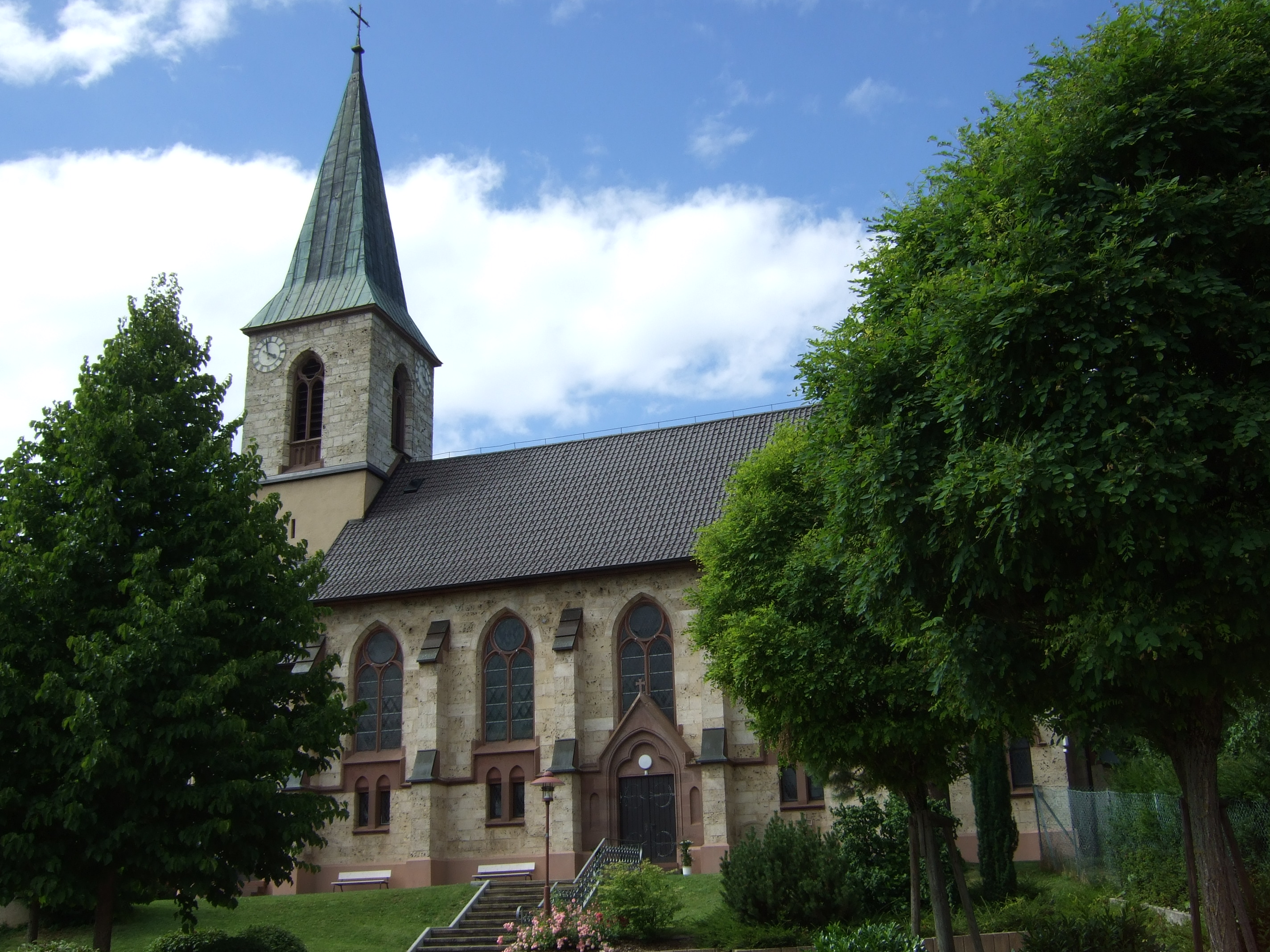
Evang. Kirche Albstadt-Pfeffingen

Die Kirchengemeinde Pfeffingen (ca. 1.500) umfasst den Stadtteil Pfeffingen der Stadt Albstadt. Die Nikolauskapelle ist schon seit dem 14. Jahrhundert erwähnt. Sie war zunächst Filiale von Burgfelden. Nach der Reformation wurde sie Sitz der Pfarrei, während Burgfelden Filiale wurde. Weitere Orte der Pfarrei Pfeffingen waren Zillhausen und Streichen. Die alte Kirche wurde 1897/98 durch einen Neubau ersetzt. Das Pfarramt Pfeffingen betreut bis heute die Kirchengemeinde Burgfelden. Außerdem sind die Evangelischen von Margrethausen nach Pfeffingen eingepfarrt.

### Kirchengemeinde Rangendingen
Die Kirchengemeinde Rangendingen (ca. 750) umfasst den Hauptort der Gemeinde Rangendingen (die Ortsteile Bietenhausen und Höfendorf gehören zur Kirchengemeinde Haigerloch). Rangendingen blieb nach der Reformation katholisch. Überwiegend erst nach dem Zweiten Weltkrieg zogen auch evangelische Bewohner zu. Sie wurden zunächst der Kirchengemeinde Hechingen zugeordnet. 1989 wurde in Rangendingen dann eine eigene evangelische Kirchengemeinde gegründet, die durch Verfügung des Kultusministeriums vom 25. Januar 1989 als Körperschaft des öffentlichen Rechts anerkannt wurde.

### Kirchengemeinde Sigmaringen

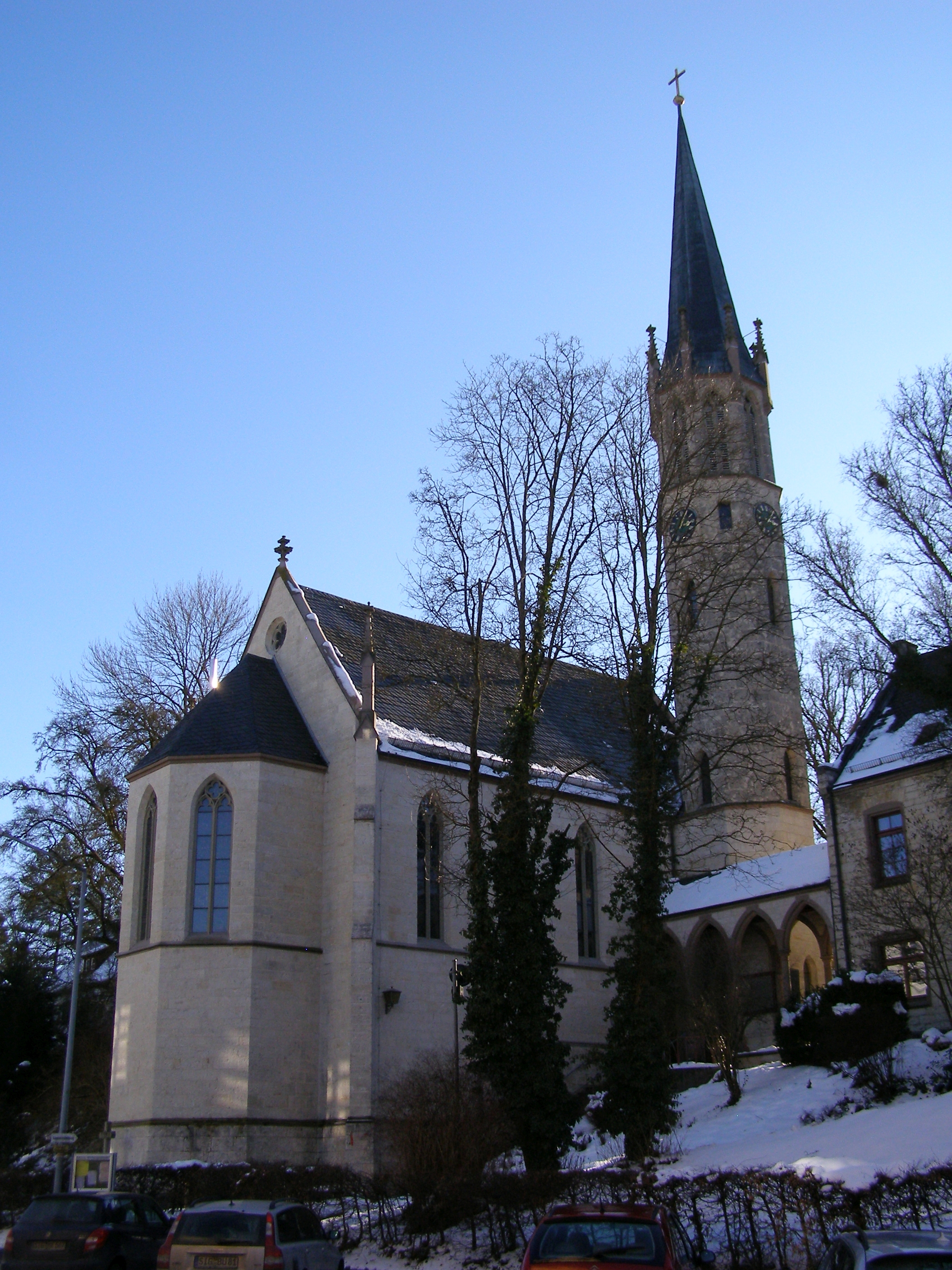
Evangelische Stadtkirche Sigmaringen

Die Kirchengemeinde Sigmaringen (ca. 5200) umfasst die Stadt Sigmaringen (ohne Stadtteil Gutenstein, das zur Kirchengemeinde Stetten am kalten Markt gehört) sowie die Gemeinden Bingen, Inzigkofen (ohne Ortsteil Engelswies), Krauchenwies (ohne Ortsteil Göggingen) und Sigmaringendorf. Sigmaringen und das Umland blieben nach der Reformation katholisch. Im 19. Jahrhundert und vermehrt nach dem Zweiten Weltkrieg zogen auch evangelische Bewohner zu. 1861 wurde in Sigmaringen eine eigene Pfarrei errichtet und 1862 eine eigene Kirche im neogotischen Stil erbaut. Die Kirchengemeinde Sigmaringen gehörte bis 1950 zur Evangelischen Kirche der Altpreußischen Union und wurde dann mit Wirkung vom 1. April 1951 mit den anderen ehemals preußischen Kirchengemeinden in Südwürttemberg-Hohenzollern in die württembergische Landeskirche umgegliedert.
In die kleinen Orte um Sigmaringen zogen evangelische Bewohner überwiegend erst nach dem Zweiten Weltkrieg zu. Sie wurden der Kirchengemeinde Sigmaringen zugeordnet. Aus einigen wurde durch Bekanntmachung des Oberkirchenrats vom 13. April 1951 die selbständige Kirchengemeinde Wald-Ostrach (heute Ostrach) errichtet (zur Ausdehnung dieser Kirchengemeinde siehe oben) und diese Orte somit von der Kirchengemeinde Sigmaringen abgetrennt. Weiter wurden mit Wirkung vom 1. April 1951 folgende Ort von der Kirchengemeinde Sigmaringen abgetrennt und nachfolgenden Kirchengemeinden zugeordnet: Bärenthal und Beuron der Kirchengemeinde Tuttlingen (Kirchenbezirk Tuttlingen), Billafingen und Langenenslingen der Kirchengemeinde Heiligkreuztal (Kirchenbezirk Biberach), Burgau der Kirchengemeinde Riedlingen (Kirchenbezirk Biberach), Straßberg und Kaiseringen der Kirchengemeinde Ebingen (siehe oben) und Rulfingen der Kirchengemeinde Mengen (Kirchenbezirk Biberach).
Die anderen Orte gehören bis heute noch zur Kirchengemeinde Sigmaringen. Der Bingener Ortsteil Hochberg kam erst 1989 zur Kirchengemeinde Sigmaringen. Zuvor gehörte er zur Kirchengemeinde Gammertingen im Kirchenbezirk Reutlingen.
Bis 1987 gehörten auch die evangelischen Bewohner der Gemeinde Achberg im Landkreis Ravensburg als Exklave zur Kirchengemeinde Sigmaringen, weil sie historisch zu Hohenzollern-Sigmaringen gehörten. Durch Bekanntmachung des Oberkirchenrats vom 26. Februar 1987 wurden die evangelischen Bewohner Achbergs jedoch in den Kirchenbezirk Ravensburg umgegliedert und der Kirchengemeinde Wangen zugeordnet.
In Sigmaringen gibt es auch eine evangelische Militärkirchengemeinde. Zu ihr gehört die 1966 erbaute Kreuzkirche.

### Kirchengemeinde Tailfingen

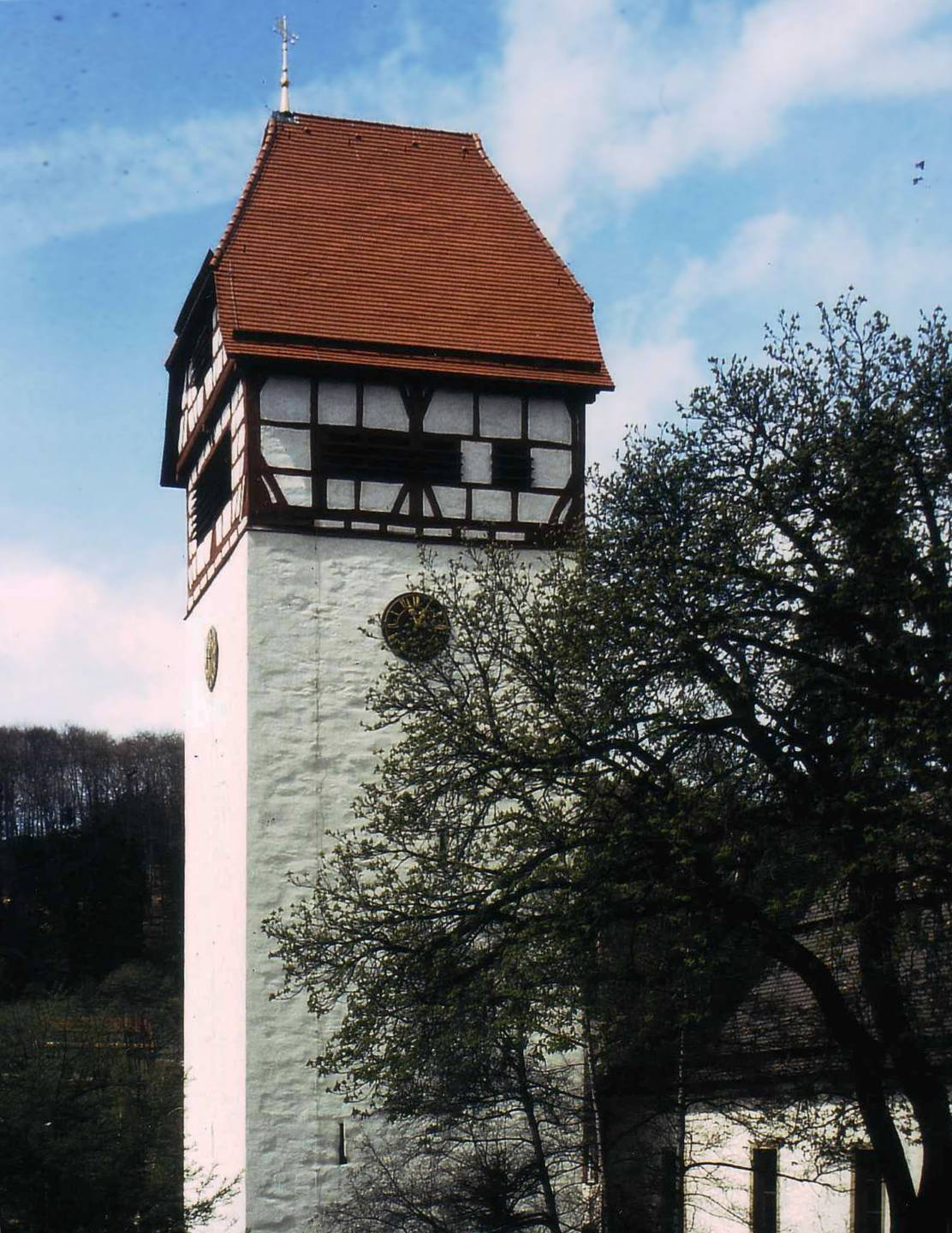
Peterskirche

Die Kirchengemeinde Tailfingen (ca. 5.700) umfasst den Stadtteil Tailfingen der Stadt Albstadt.
1534 wurde im Herzogtum Württemberg die Reformation eingeführt; seither ist Tailfingen evangelisch. Eine Tailfinger Kirche wurde bereits 1275 erwähnt. 1462 taucht sie als Kirche St. Petrus auf. Ihre Anfänge dürften jedoch bereits auf das 8. oder 9. Jahrhundert zurückgehen. Die heutige evangelische Peterskirche wurde aber erst 1777 erbaut. Der Turm der Peterskirche war ursprünglich ein Wehrturm und ist rund tausend Jahre alt. Er ist mit dem eigentlichen Kirchengebäude nicht direkt verbunden.

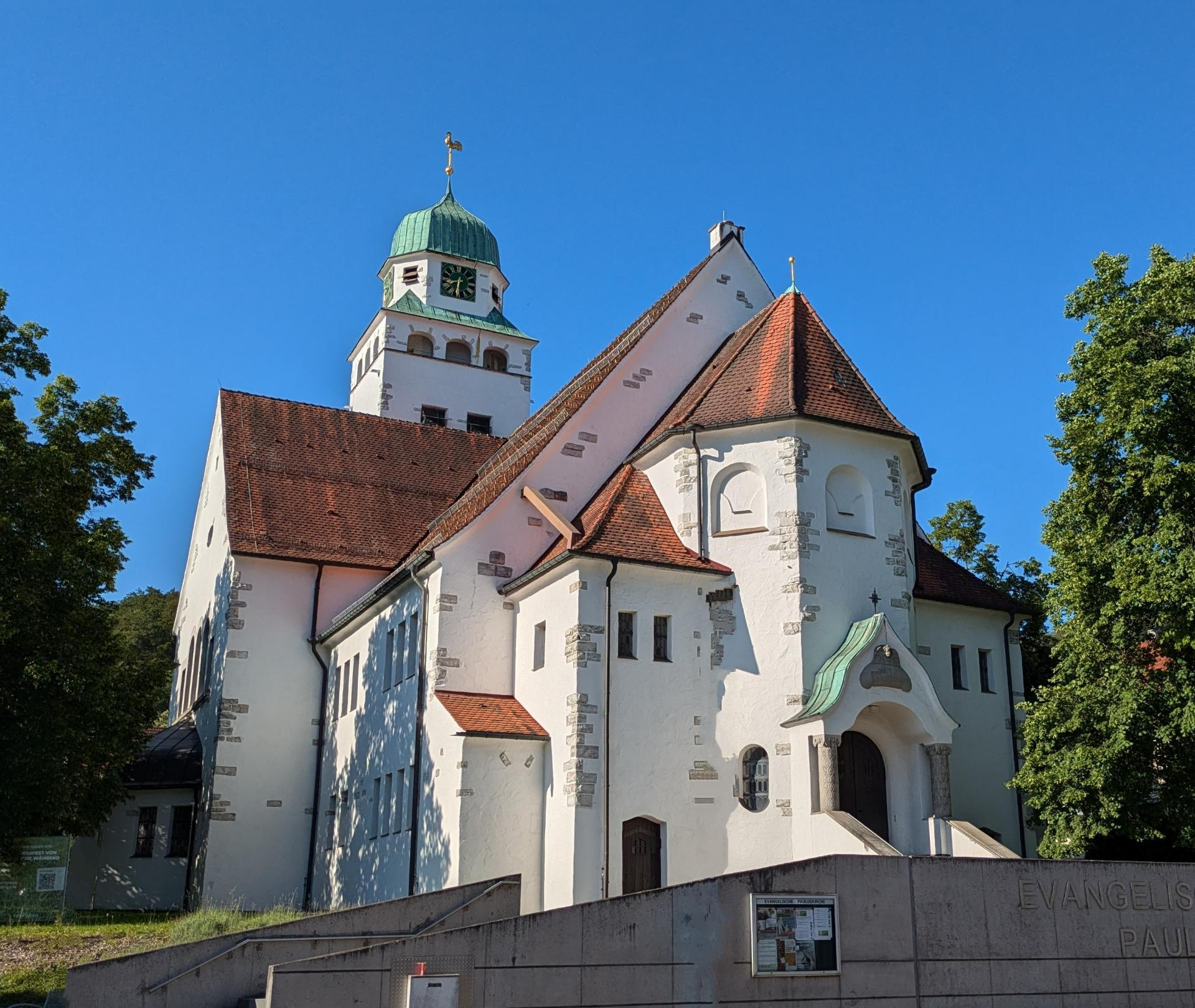
Pauluskirche

Infolge starken Zuwachses der Bevölkerung wurden weitere Kirchen erforderlich. So entstand 1907 am gegenüber liegenden Ende des Ortskerns die geräumige Pauluskirche. Durch Bekanntmachung des Konsistoriums vom 26. September 1907 wurde aus dem bisherigen Parochialvikariat eine ständige Pfarrstelle errichtet, so dass die Kirchengemeinde Tailfingen zwei Pfarreien hatte. Die Pauluskirche weist starke Anklänge an den Jugendstil auf. Sie wurde im Jahr 2007 grundlegend renoviert. Nach dem Zweiten Weltkrieg entstand dann noch 1953 die Erlöserkirche ebenfalls mit eigener Pfarrei. Seither hat die Kirchengemeinde Tailfingen drei Pfarreien. 1965 erbaute sich die Kirchengemeinde Tailfingen im Wohngebiet Stiegel ein Gemeindezentrum mit Turm als vierte Predigtstätte. Es gehört heute zum Pfarrbezirk III. Auch hier finden regelmäßige Gottesdienste statt.

### Gesamtkirchengemeinde Tieringen-Oberdigisheim

#### Kirchengemeinde Oberdigisheim

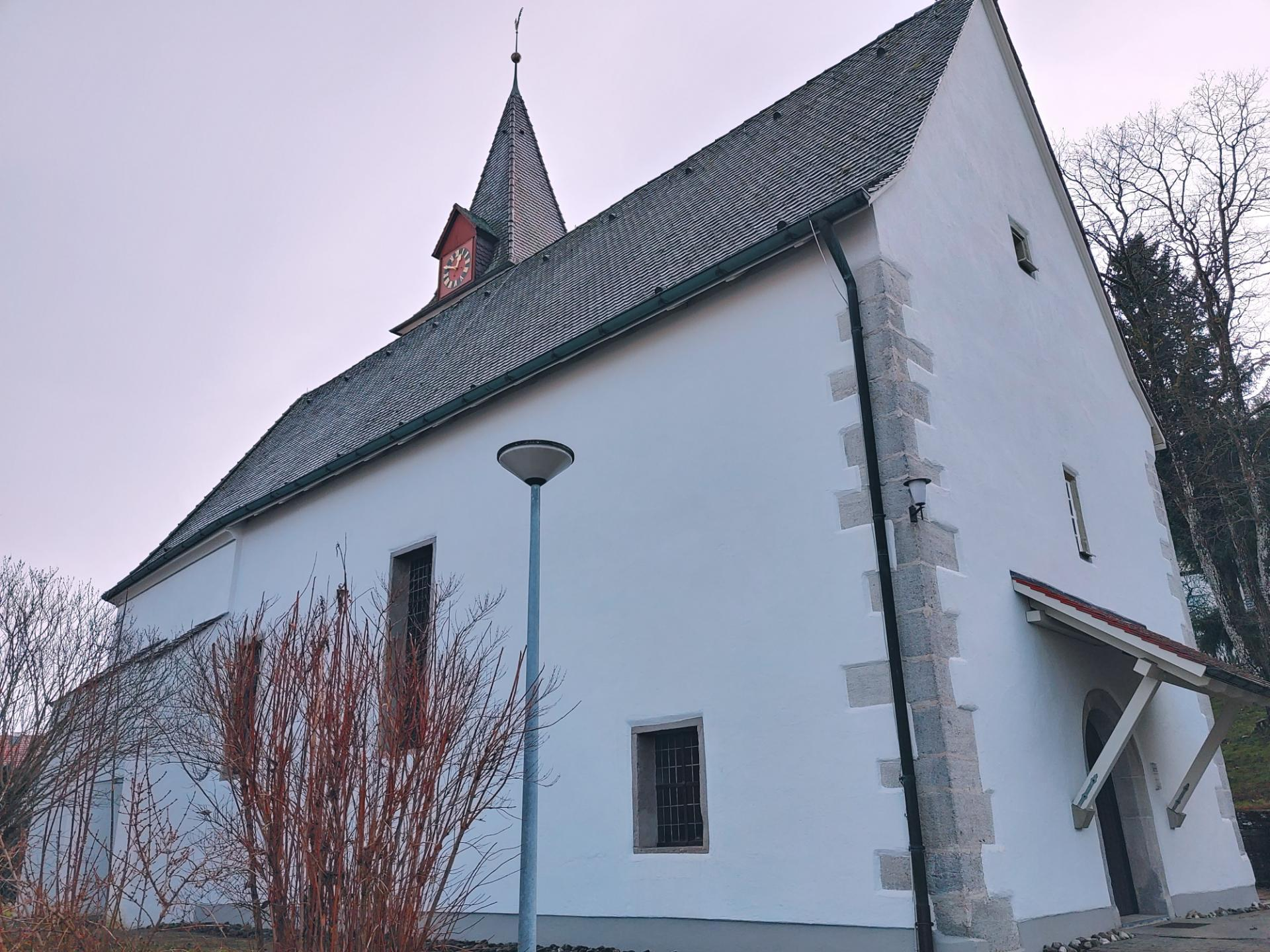
Johanneskirche in Oberdigisheim

Die Kirchengemeinde Oberdigisheim (ca. 910) umfasst die Stadtteile Oberdigisheim und Unterdigisheim der Stadt Meßstetten sowie Obernheim und Nusplingen. Eine Kirche und Pfarrei wurde in Oberdigisheim 1275 erstmals erwähnt. 1453 wurde eine St.-Johannes-Kirche genannt. Der Kirchensatz gelangte früh an das Kloster Beuron, dann an Württemberg, das die Reformation einführte. Seither wird Oberdigisheim vom Pfarramt Tieringen betreut und hat keinen Pfarrer vor Ort. Die heutige Johanneskirche in Oberdigisheim wurde 1655 erbaut. Der Chor ist aber noch spätgotisch. 1957/59 wurde die Kirche renoviert und 1974 wurde ein Anbau geschaffen, der als Gemeinderaum dient.
Bis 1949 gehörten auch die Orte Egesheim (mit Bärental/Hammer), Königsheim und Reichenbach am Heuberg (ohne Holzwiesen) zur Kirchengemeinde Oberdigisheim. Durch Bekanntmachung des Oberkirchenrats vom 18. März 1949 wurden diese Orte in den Kirchenbezirk Tuttlingen umgegliedert und der Kirchengemeinde Aldingen zugeordnet. 1953 wurden diese Orte Bestandteil der neu gegründeten Kirchengemeinde Wehingen.

#### Kirchengemeinde Tieringen

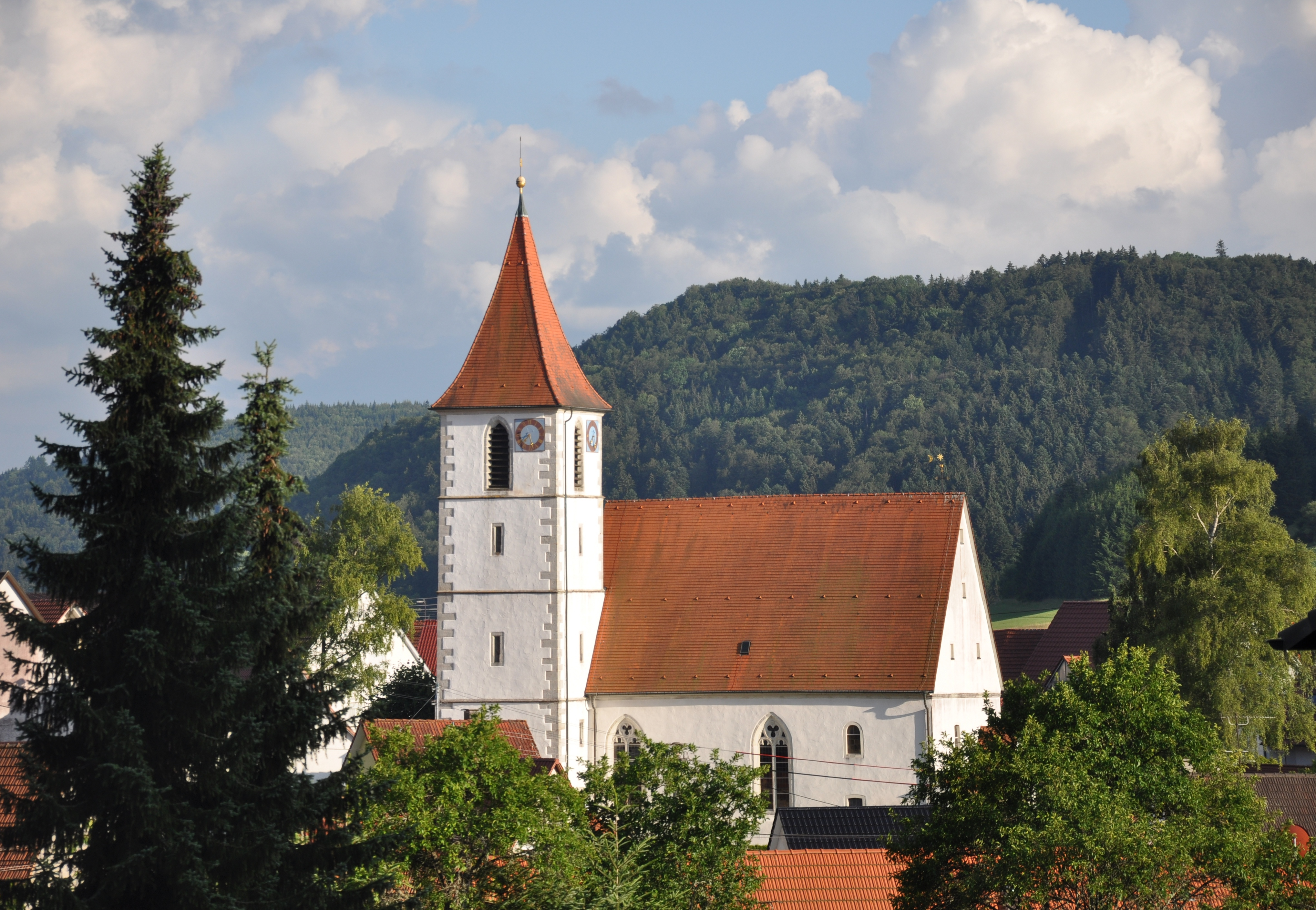
Kirche Zu Unserer Lieben Frau

Die Kirchengemeinde Tieringen (ca. 790) umfasst den Stadtteil Tieringen der Stadt Meßstetten sowie die Evangelischen von Hausen am Tann. Eine Kirche und Pfarrei wurde in Tieringen 1275 erstmals erwähnt. Im 14. Jahrhundert wird eine Kirche Zu Unserer Lieben Frau genannt. Das Patronat hatte die Ortsherrschaft inne. Württemberg führte die Reformation ein. Die Kirche Unserer lieben Frau wurde 1595 im spätgotischen Stil erbaut. Teile des Mauerwerks sind aber noch romanisch und frühgotisch. Seit 1972 befindet sich in Tieringen die Evangelische Tagungsstätte Haus Bittenhalde.
Unterdigisheim sowie Nusplingen, Obernheim und Hausen am Tann blieben nach der Reformation katholisch. Die überwiegend erst nach dem Zweiten Weltkrieg zugezogenen evangelischen Bewohner wurden den Kirchengemeinden Oberdigisheim und Tieringen zugeordnet. Bis 1949 gehörte auch Weilen unter den Rinnen zur Kirchengemeinde Tieringen. Durch Bekanntmachung des Oberkirchenrats vom 18. März 1949 wurde Weilen unter den Rinnen der Kirchengemeinde Erzingen zugeordnet.

### Kirchengemeinde Truchtelfingen
Die Kirchengemeinde Truchtelfingen (ca. 1.750) umfasst den Stadtteil Truchtelfingen der Stadt Albstadt. Eine Kirche wurde in Truchtelfingen bereits 1275 erwähnt, 1462 taucht sie als St.-Gallus-Kirche auf. Sie wurde vermutlich vom Kloster St. Gallen gestiftet. Die heutige evangelische Pfarrkirche wurde 1732 erbaut, wobei der Turm noch aus gotischer Zeit stammt. Neben der Kirche befindet sich das liebevoll hergerichtete alte Pfarrhaus.

### Kirchengemeinde Weilstetten

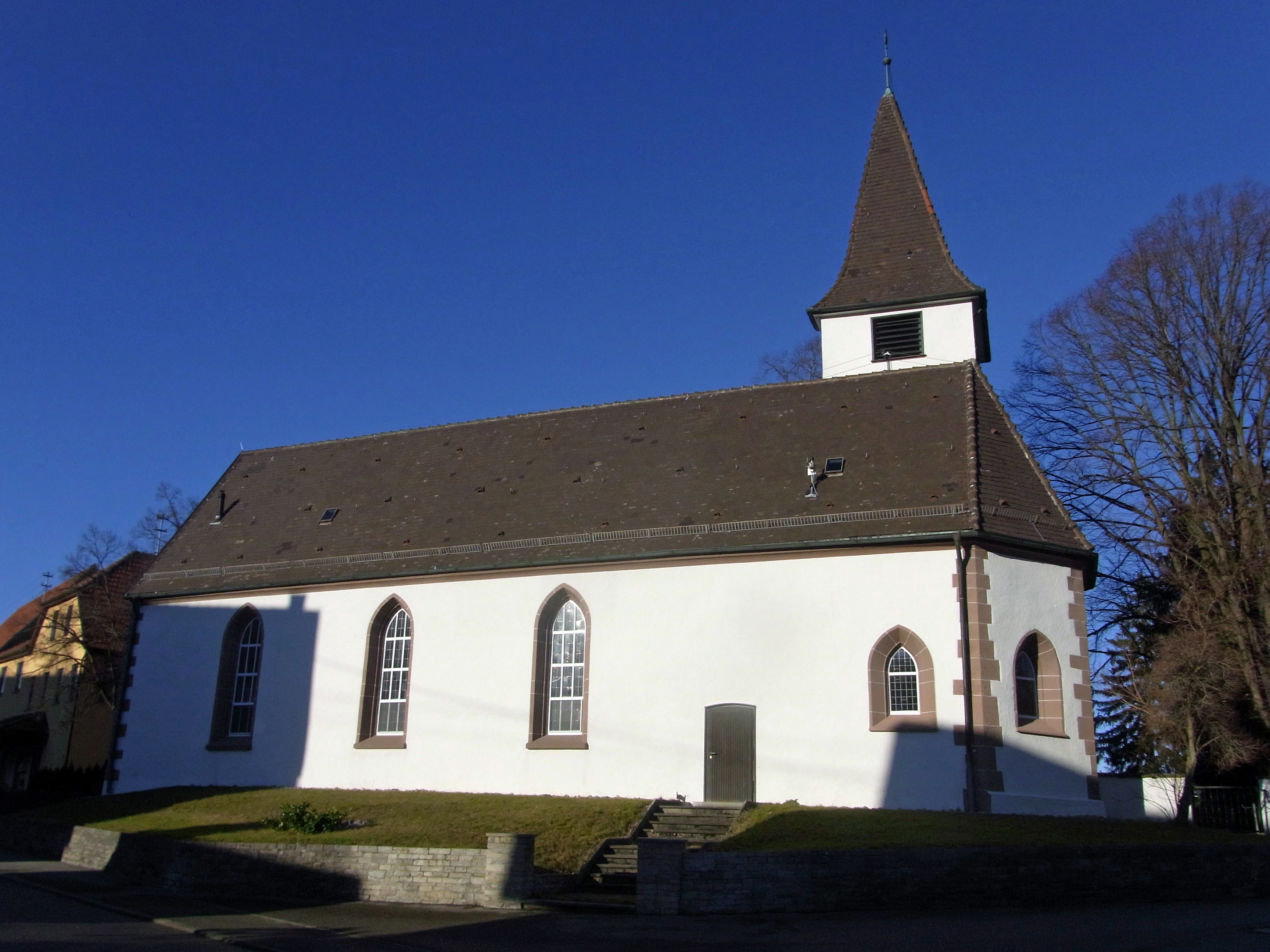
Kirche St. Dionysius in Weilstetten

Die Kirchengemeinde Weilstetten (ca. 2.250) umfasst die Stadtteile Weilstetten und Roßwangen der Stadt Balingen. Weilstetten wuchs aus den beiden Siedlungen Weilheim und Waldstetten, die 1936 zur Gemeinde Weilstetten vereinigt wurden, zusammen. Eine Kirche und Pfarrei wurde in Weilheim 1275 erwähnt. 1428 wurde sie St. Dionysius genannt. Das Patronat hatte die Ortsherrschaft. Waldstetten war stets Filiale von Weilheim, hatte jedoch eine Kapelle, die 1565 erstmals genannt wurde. 1350 wurde die Pfarrei Weilheim aufgehoben und beide Orte von Frommern aus betreut. Die Kirchengemeinde Weilheim-Waldstetten bildeten dann mit der Kirchengemeinde Frommern die Gesamtkirchengemeinde Frommern. 1463 wurde die Pfarrei neu errichtet, bevor sie nach der Reformation wieder aufgehoben wurde. Die Neugründung der Pfarrei Weilheim (später Weilstetten) erfolgte erst 1928, als durch Bekanntmachung des Oberkirchenrats vom 10. Mai 1928 die Kirchengemeinde Weilheim-Waldstetten von der Gesamtkirchengemeinde Frommern losgelöst wurde. Die Kirche in Weilstetten ist im Kern noch gotisch, erhielt ihr heutiges Aussehen jedoch überwiegend durch den Umbau von 1934.
Roßwangen blieb nach der Reformation katholisch, weil dieser Ort ritterschaftlich verwaltet wurde und die Ortsherren keine Reformation durchführten. Evangelische Bewohner zogen überwiegend erst nach dem Zweiten Weltkrieg zu. Sie wurden der Kirchengemeinde Weilstetten zugeordnet.

### Kirchengemeinde Winterlingen

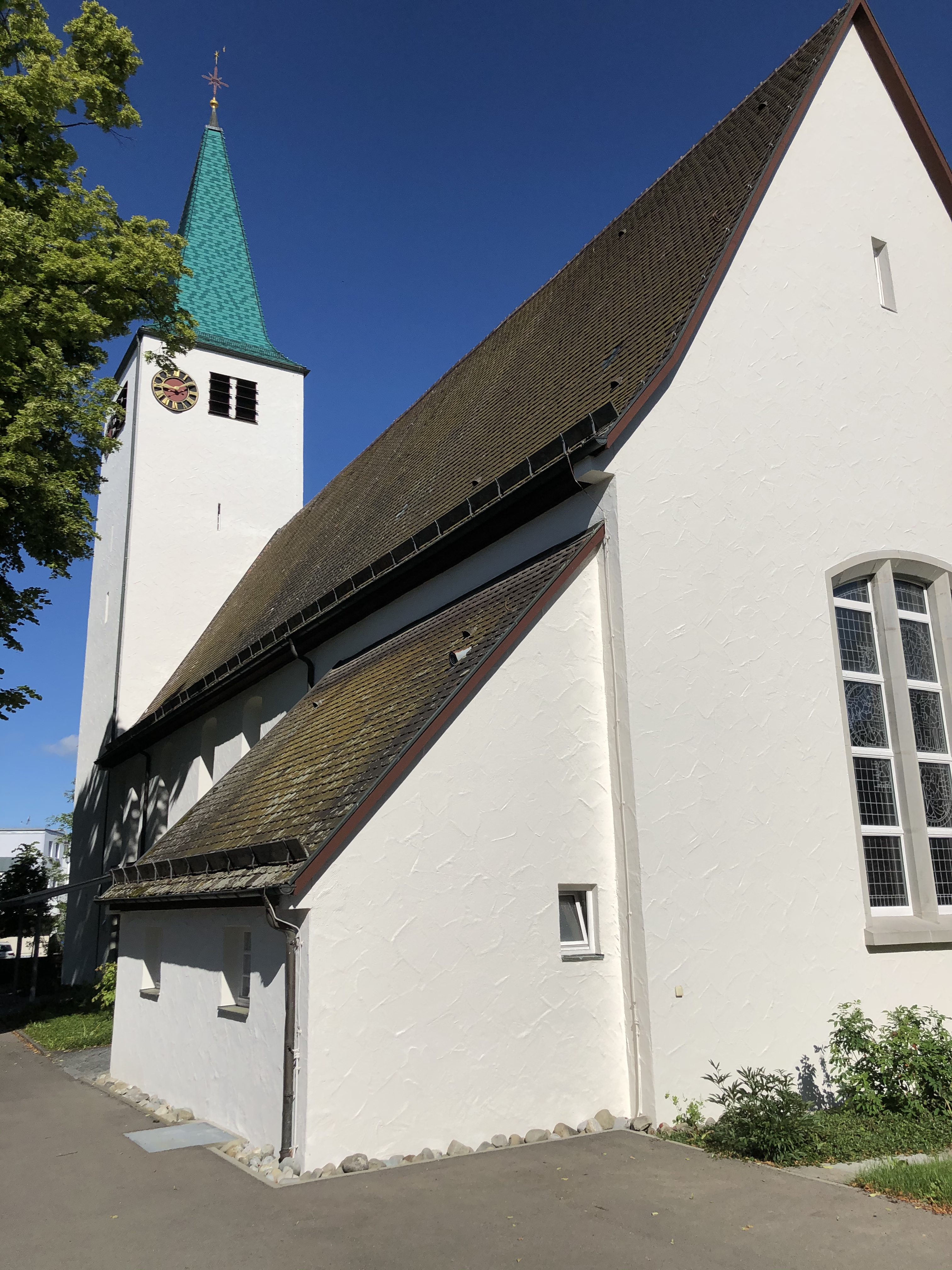
Evangelische Kirche Winterlingen

Die Kirchengemeinde Winterlingen (ca. 2.650) umfasst die Gemeinde Winterlingen und seit 1. Juli 2007 auch die Gemeinde Straßberg. Winterlingen war kirchlich zunächst Filiale von Ebingen. Eine Kapelle wurde um 1300 erwähnt. 1456 wurde sie St. Georg genannt. Nach der Reformation wurde Winterlingen eigene Pfarrei. Die Pfarrkirche Winterlingen wurde 1939 renoviert und 1975/76 umgebaut und erweitert.
Die Ortsteile Benzingen und Harthausen auf der Scher der Gemeinde Winterlingen blieben nach der Reformation katholisch. Die überwiegend erst nach dem Zweiten Weltkrieg zugezogenen evangelischen Bewohner wurden zunächst der Kirchengemeinde Gammertingen zugeordnet. Diese wurde mit anderen ehemals preußischen Kirchengemeinden mit Wirkung vom 1. April 1951 von der Evangelischen Kirche der Altpreußischen Union in die württembergische Landeskirche umgegliedert. In diesem Zusammenhang wurden die Orte Benzingen und Harthausen auf der Scheer von der Kirchengemeinde Gammertingen getrennt und der Kirchengemeinde Winterlingen zugeordnet.
Die benachbarte Gemeinde Straßberg sowie deren Ortsteil Kaiseringen blieben nach der Reformation katholisch. Seit Ende des 19. Jahrhunderts zogen auch evangelische Gemeindeglieder zu. Für sie wurde 1910 von der Kirchengemeinde Sigmaringen aus, zu der die Orte gehörten, ein Schul- und Bethaus in Straßberg mit einem runden Turm erbaut. Mit Wirkung vom 1. April 1951 wurde die Kirchengemeinde Sigmaringen mit anderen ehemals preußischen Kirchengemeinden von der Evangelischen Kirche der Altpreußischen Union in die württembergische Landeskirche umgegliedert. Dabei wurden die inzwischen 700 evangelischen Gemeindeglieder von Straßberg von der Kirchengemeinde Sigmaringen abgetrennt und der Kirchengemeinde Ebingen (Thomaspfarrei, später der eigenen Thomaskirchengemeinde) zugeordnet. Mit Wirkung vom 1. Juli 2007, im Zusammenhang mit der Neustrukturierung der Pfarrstellen im Kirchenbezirk Balingen, wurde die Gemeinde Straßberg mit ihrem Ortsteil Kaiseringen der Kirchengemeinde Winterlingen zugeordnet. Diese Zuordnung fand auch unter Mitsprache der Gemeindeglieder statt.

### Kirchengemeinde Unter dem Böllat
Die Kirchengemeinde Unter dem Böllat entstand 2019 durch den Zusammenschluss der Kirchengemeinden Frommern, Dürrwangen-Stockenhausen und Zillhausen-Streichen.
Die Kirchengemeinde Dürrwangen-Stockenhausen (ca. 850) umfasste die Stadtteile Dürrwangen und Stockenhausen der Stadt Balingen. Eine Kirche und Pfarrei wurde in Dürrwangen bereits 1094 erstmals erwähnt. Später wurde sie St. Peter genannt. Der Kirchensatz kam über das Kloster St. Georgen an Württemberg, das die Reformation einführte. Die alte Kirche wurde bei einem Erdbeben 1911 so stark beschädigt, dass sie abgebrochen werden musste. In der Nähe der Kirche wurde dann 1912 bis 1914 die heutige Kirche erbaut. Sie hat einen runden Turm. Die Kirchengemeinde Dürrwangen hat einen Kirchenchor und seit 2005 eine eigene Kirchenband („Rückenwind“). Sie ist ferner Träger eines Kindergartens in Dürrwangen.
Der Stadtteil Stockenhausen gehörte kirchlich wohl stets zu Dürrwangen. Eine Kirche gibt es dort nicht.
Seit 1979 gehörten auch die Evangelischen des Wannentalhofs der Stadt Balingen zur Kirchengemeinde Dürrwangen. Sie wurden durch Bekanntmachung des Oberkirchenrats vom 23. August 1979 von der Kirchengemeinde Burgfelden hierher umgegliedert.

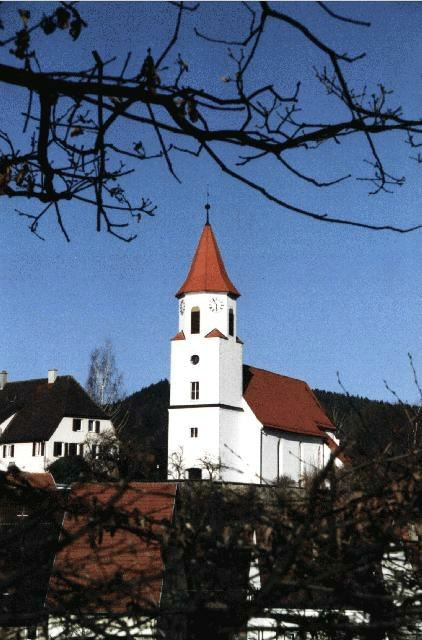
Evang. Kirche Balingen-Frommern

Die Kirchengemeinde Frommern (ca. 2.050) umfasste den Stadtteil Frommern (ohne das 1937 eingemeindete Dürrwangen) der Stadt Balingen. Eine Kirche und Pfarrei wurde 1228 erstmals erwähnt. 1525 wurde sie St. Gallus genannt. Sie dürfte bereits um 800 durch das Kloster St. Gallen gestiftet worden sein. Vom Kloster kam der Kirchensatz an die Zollern und 1403 an Württemberg, das die Reformation einführte. Die Kirche ist teilweise noch früh- und spätgotisch, der Turm wurde wohl erst im 17. Jahrhundert erbaut.
Die Kirchengemeinde Frommern bildete bis 1928 mit der benachbarten Kirchengemeinde Weilheim-Waldstetten (später Weilstetten) eine Gesamtkirchengemeinde. Durch Bekanntmachung des Oberkirchenrats vom 10. Mai 1928 wurde die Kirchengemeinde Weilheim-Waldstetten von der Gesamtkirchengemeinde Frommern losgelöst und erhielt damit ein eigenes Pfarramt.
Die Gesamtkirchengemeinde Zillhausen-Streichen (ca. 850) umfasste die Stadtteile Zillhausen und Streichen der Stadt Balingen. Sie besteht aus den beiden nachfolgenden Kirchengemeinden Streichen und Zillhausen.
Die Kirchengemeinde Streichen umfasste den Stadtteil Streichen der Stadt Balingen. Kirchlich gehörte Streichen als Filiale zunächst zu Burgfelden, seit 1514 zu Zillhausen, mit dem die Kirchengemeinde Streichen heute die Gesamtkirchengemeinde Zillhausen-Streichen bildet. Eine Kapelle wurde in Streichen 1451 erwähnt, 1565 wird sie zu Unserer Lieben Frau genannt. Die Reformation wurde 1534 eingeführt. Nach dem Erdbeben von 1911 wurde die Kirche abgebrochen und 1912/13 neu erbaut.
Die Kirchengemeinde Zillhausen umfasste den Stadtteil Zillhausen der Stadt Balingen. Kirchlich gehörte Zillhausen zunächst als Filiale zu Burgfelden. Eine Kapelle St. Johannes wurde im 14. Jahrhundert erwähnt. 1514 wurde an ihr eine Kaplanei gestiftet. Eine weitere Kapelle in Ufhofen ging später ab. 1523 wurde Zillhausen eigene Pfarrei, nach der Reformation jedoch wieder mit Burgfelden vereinigt. 1825 wurde Zillhausen Pfarrverweserei und 1865 erneut eigene Pfarrei, zu der auch die Kirchengemeinde Streichen gehört. Die heutige Kirche in Zillhausen wurde 1838 anstelle des Vorgängerbaus errichtet.

### Ehemalige Kirchengemeinden

#### Kirchengemeinde Balingen-Ost
Die Kirchengemeinde Balingen-Ost (ca. 2.500) umfasste den Osten der Kernstadt von Balingen. Die Bewohner von Balingen-Ost gehörten zunächst zur Stadtkirche, die bis ins 20. Jahrhundert die alleinige Pfarrkirche der Stadt war. Infolge starken Wachstums der Kirchengemeinde Balingen wurden im 20. Jahrhundert jedoch weitere Pfarreien errichtet. So wurde die alte Friedhofskirche, die bis 1516 bereits Pfarrkirche war, 1954 wieder zur Pfarrkirche erhoben. Mit Wirkung vom 12. November 1989 wurde dort die selbständige Kirchengemeinde Balingen-Ost innerhalb der Gesamtkirchengemeinde Balingen errichtet. Mit Wirkung vom 5. Januar 1996 wurde der Gemeindebezirk Hirschberghof der Kirchengemeinde Balingen-Ost in die Kirchengemeinde Heselwangen umgegliedert.
Heselwangen hatte eine 1463 erwähnte Kapelle, an welcher um 1500 eine Kaplanei mit Pfarrrechten gestiftet wurde. Nach der Reformation wurde die Pfarrei jedoch aufgehoben. 1830 erhielt der Ort wieder eine eigene Kirche.
Am 1. Januar 2019 fusionierte die Kirchengemeinde Balingen-Ost mit der Kirchengemeinde Heselwangen zur Kirchengemeinde Heselwangen-Balingen.

#### Kirchengemeinde Heselwangen
Die Kirchengemeinde Heselwangen (ca. 700) umfasste den Stadtteil Heselwangen der Stadt Balingen. Eine Kapelle wurde in Heselwangen 1463 erwähnt. An ihr wurde um 1500 eine Kaplanei gestiftet, die später Pfarrrechte erhielt. Nach der Reformation wurde die Pfarrei wieder aufgehoben und Heselwangen von Balingen betreut. 1830 erhielt der Ort jedoch wieder eine eigene Kirche. Es handelt sich um einen flachgedeckten Saalbau mit einbezogenem Turm.
Mit Wirkung vom 5. Januar 1996 wurde der Gemeindebezirk Hirschberghof, der bislang zur Kirchengemeinde Balingen Ost gehörte, in die Kirchengemeinde Heselwangen umgegliedert.
Am 1. Januar 2019 fusionierte die  Kirchengemeinde Heselwangen mit der Kirchengemeinde Balingen-Ost zur Kirchengemeinde Heselwangen-Balingen.

## Archivquellen
- Bestand: Visitationsberichte.   Landeskirchliches Archiv Stuttgart. 1581–1822.   Signatur: A 1.
- Bestand: Kirchenvisitationsakten.   Hauptstaatsarchiv Stuttgart. ca. 1601–1840.   Signatur: A 281.
- Bestand: Ortsakten [mit Digitalisaten der Pfarrbeschreibungen und Pfarrberichte (darin u. a.: Chronik, Filialverhältnisse)].   Landeskirchliches Archiv Stuttgart. ca. 1550–1923.   Signatur: A 29.
- Bestand: Ortsakten [mit Digitalisaten der Pfarrberichte (darin u. a.: Filialverhältnisse)].   Landeskirchliches Archiv Stuttgart. ca. 1924–1966.   Signatur: A 129.
- Bestand: Ortsakten [mit Visitationsberichten].   Landeskirchliches Archiv Stuttgart. ca. 1967–1989.   Signatur: A 229.
- Archivgut: Dekanatsarchive.   Landeskirchliches Archiv Stuttgart.   Signatur: F-Bestände.
- Archivgut: Pfarrarchive.   Landeskirchliches Archiv Stuttgart.   Signatur: G-Bestände.